# Jeux olympiques d'hiver de 2002
Vous lisez un « article de qualité » labellisé en 2016.
Les Jeux olympiques d'hiver de 2002, officiellement connus comme les XIXes Jeux olympiques d'hiver, ont eu lieu à Salt Lake City aux États-Unis du 8 au 24 février 2002. Plusieurs fois candidate par le passé, Salt Lake City obtient les Jeux en s'imposant face à Östersund, Sion et Québec. Elle est la troisième ville américaine à accueillir les Jeux olympiques d'hiver après Lake Placid en 1932 et 1980 et Squaw Valley en 1960. L'organisation des Jeux est confiée au « Salt Lake Olympic Committee » (SLOC), présidé par Mitt Romney. L'ensemble des sites de compétition se situent dans l'Utah, répartis entre les villes de Salt Lake City, Provo, Ogden et les stations de sports d'hiver de la chaîne Wasatch.
Les Jeux rassemblent 2 399 athlètes de 77 pays, ce qui constitue un record à l'époque pour les Jeux d'hiver. Ils se mesurent dans quinze disciplines qui regroupent un total de 78 épreuves officielles, soit dix de plus qu'en 1998. Le skeleton fait son entrée au programme des Jeux, de même que le bobsleigh féminin. Cinq pays participent pour la première fois aux Jeux d'hiver : le Cameroun, Hong Kong, le Népal, le Tadjikistan et la Thaïlande.
Les Jeux de Salt Lake City sont marqués par plusieurs scandales. Avant les Jeux, une enquête démontre que la ville et le comité de candidature ont acheté les votes de plusieurs membres du Comité international olympique pour assurer l'attribution des Jeux à Salt Lake City. Un scandale éclate en patinage artistique, où les fédérations russe et française sont accusées d'avoir arrangé les scores des juges pour s'assurer la médaille d'or. Enfin, cinq cas de dopage recensés notamment en ski de fond aboutissent à l'exclusion de plusieurs athlètes dont les médaillés Larisa Lazutina et Johann Mühlegg.
L'équipe américaine réalise une performance exceptionnelle en remportant 34 médailles dont 10 en or, soit 21 de plus qu'à Nagano quatre ans plus tôt. Elle est toutefois devancée au nombre de médailles d'or par la Norvège, qui se hisse en tête du tableau des médailles avec treize titres olympiques, et l'Allemagne qui en compte douze. Le biathlète norvégien Ole Einar Bjørndalen est l'athlète le plus médaillé de ces Jeux : il obtient quatre médailles d'or, soit une dans chaque épreuve qu'il a disputée. C'est également le cas du Finlandais Samppa Lajunen, qui obtient deux médailles d'or individuelles et une par équipe en combiné nordique. La skieuse croate Janica Kostelić impressionne lors des compétitions de ski alpin, au cours desquelles elle gagne quatre médailles dont trois en or. Au total, dix-huit pays obtiennent au moins une médaille d'or, ce qui constitue alors un record aux Jeux d'hiver.

## Sélection de la ville hôte

### Candidature et élection de Salt Lake City
L'idée d'une candidature de Salt Lake City pour accueillir les Jeux olympiques d'hiver apparaît pour la première fois pour les Jeux de 1972, à la demande de Calvin Rampton, le gouverneur de l'Utah, qui souhaite promouvoir l'industrie du ski de son État, mais la ville s'incline finalement face à sa concurrente japonaise de Sapporo. Lors de la campagne suivante, pour l'attribution des Jeux de 1976, le Comité olympique américain (USOC) choisit finalement Denver pour défendre les chances américaines. La capitale du Colorado remporte ensuite les suffrages du Comité international olympique (CIO), mais doit abandonner l'organisation des Jeux à la suite d'un référendum au cours duquel la population de l'État montre son hostilité à l'égard de la compétition. Le Comité olympique américain se tourne alors vers Salt Lake City pour conserver l'organisation des Jeux, mais le CIO attribue finalement l'édition 1976 à la ville autrichienne d'Innsbruck,.
Alors que Salt Lake City se met à nouveau sur les rangs pour les éditions 1992 et 1994, le Comité olympique américain choisit à chaque fois la ville d'Anchorage en Alaska pour représenter les chances du pays, sans succès. Pour les Jeux d'hiver de 1998, Salt Lake City est à nouveau candidate, mais s'incline au 5e tour du scrutin face à la ville de Nagano, qui recueille quarante-six voix, contre quarante-deux pour Salt Lake City.
Malgré ces échecs, la ville maintient sa volonté d'accueillir les Jeux et reçoit le soutien de la population. En 1993, un sondage révèle que 73 % des résidents de l'Utah soutiennent les Jeux et que 90 % d'entre eux considèrent que les Jeux donneraient un élan économique à Salt Lake City et à l'Utah. Salt Lake City est à nouveau choisie pour défendre les chances américaines en vue des Jeux d'hiver de 2002.
Trois autres villes sont candidates : Östersund pour la Suède, Sion pour la Suisse et Québec pour le Canada. Le 16 juin 1995, à l'occasion de la 104e session du Comité international olympique (CIO), qui se déroule à Budapest, en Hongrie, les résultats du vote sont sans appel : un seul tour de scrutin est nécessaire pour désigner Salt Lake City, qui recueille la majorité absolue avec 54 voix, comme ville-hôte des Jeux.
| Ville candidate | Pays       | 1er tour |
| --------------- | ---------- | -------- |
| Salt Lake City  | États-Unis | 54       |
| Östersund       | Suède      | 14       |
| Sion            | Suisse     | 14       |
| Québec          | Canada     | 7        |

### Scandale de l'attribution des Jeux
Le 24 novembre 1998, un journaliste de Salt Lake City révèle l'existence d'une lettre adressée par le vice-président du comité d'organisation des Jeux, Dave Johnson, à la fille d'un membre du CIO, Sonia Essomba. Un chèque d'un montant supérieur à 10 000 dollars est joint à cette lettre pour financer la scolarité de Sonia Essomba dans une université américaine. En décembre 1998, le scandale de l'attribution des Jeux de Salt Lake City éclate. Le vice-président suisse du CIO, Marc Hodler, révèle que la ville de Salt Lake City a acheté les votes de plusieurs membres de l'institution afin d'obtenir les Jeux d'hiver de 2002. La corruption est rapidement avérée : Salt Lake City a distribué un total de 1,3 million de dollars de pots-de-vin pour soudoyer plusieurs membres du CIO. Quatre membres démissionnent (le Libyen Bashir Attarabulsi, la Finlandaise Pirjo Häggman, le Kényan Charles Mukora et le Swazi David Sibandze) tandis que six autres sont exclus (l'Équatorien Agustin Arroyo, le Soudanais Zein El-Abdin Gadir, le Congolais Jean-Claude Ganga, le Malien Lamine Keïta, le Chilien Sergio Santander Fantini et le Samoan Seiuli Paul Wallwork). Les pots-de-vin versés aux membres du CIO sont de diverses natures : argent, bourses universitaires américaines pour les enfants des membres du CIO, soins offerts dans des cliniques renommées, voyages au ski tous frais payés ou encore places pour le Super Bowl,. Le système de sélection des villes-hôtes des Jeux olympiques est profondément remanié à la suite de ce scandale.

## Organisation

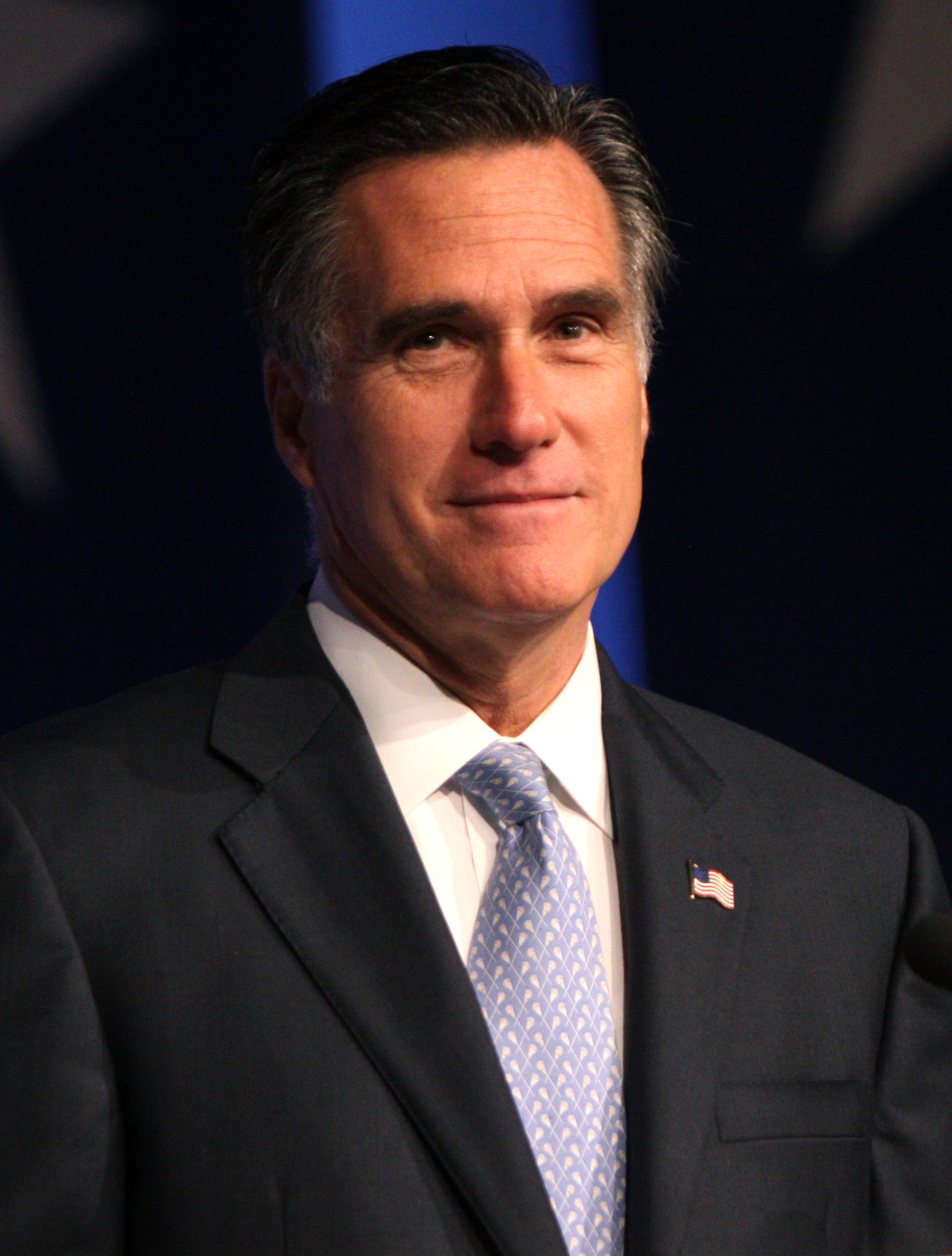
Mitt Romney dirige le comité d'organisation.

Le comité d'organisation (Salt Lake Olympic Committee, SLOC) prend le relais de la candidature dès la fin de l'année 1995 avec à sa tête Frank Joklik. À la suite du scandale de l'attribution des Jeux, Frank Joklik démissionne, de même que son vice-président, Dave Johnson. L'homme d'affaires Mitt Romney leur succède à la tête du SLOC.

### Aspects économiques et financiers
Les revenus générés par le marketing olympique des Jeux de Salt Lake City s'élèvent à 2,071 milliards de dollars. Ils proviennent essentiellement des droits de retransmission, du programme de parrainage local OPUS, mais également des partenaires olympiques, de la billetterie et de l'octroi de licences. Ces revenus sont directement reversés au Comité d'organisation, à hauteur de 67 % soit 1,39 milliard de dollars, afin de financer l'organisation des Jeux dont le budget repose entièrement sur les ressources marketing. La part restante est destinée aux divers membres de la famille olympique, le CIO, les comités nationaux, les fédérations sportives, ainsi qu'au financement de plusieurs programmes de solidarité.
Le montant des dépenses liées à l'organisation des Jeux s'élève à 1,9 milliard de dollars, soit 2,1 milliards d'euros,. Ce montant dépasse très nettement le montant annoncé au moment de la candidature, estimé à 1,3 milliard de dollars. Sur ce budget, la part consacrée aux divers aménagements des sites de compétition se monte à 284 millions de dollars. À la suite des attentats du 11 septembre 2001, le comité d'organisation renforce son programme de sécurité pour les Jeux. Le plan de sécurité est réexaminé en collaboration avec les agences fédérales de police et de sécurité, les services secrets et les forces armées des États-Unis. Le programme de sécurité des Jeux de Salt Lake représente le plus important de toute l'histoire des Jeux, avec 350 millions de dollars. Parmi les différentes mesures prises pour éviter les attaques terroristes, l'espace aérien de Salt Lake City est notamment fermé lors des cérémonies d'ouverture et de clôture des Jeux. Lors de sa dernière réunion en tant que président du comité d'organisation, à l'issue des Jeux, Mitt Romney assure que l'organisation des Jeux réalise des bénéfices de l'ordre de 56 millions de dollars. Ce chiffre est contredit par l'économiste du sport Wladimir Andreff, qui avance un déficit de 168 millions de dollars.

### Médias
La couverture médiatique des Jeux de Salt Lake City bat des records. Les Jeux sont couverts par 8 730 représentants des médias, dont 2 661 journalistes de presse écrite et 6 069 personnes de la télévision et de la radio. La chaîne américaine NBC acquiert les droits de retransmission télévisée pour 545 millions de dollars, ce qui constitue alors un record dans l'histoire des Jeux d'hiver, ainsi qu'une somme plus importante que ce qu'a déboursé la chaîne pour retransmettre les Jeux d'été d'Atlanta en 1996. Au total, les Jeux sont retransmis dans 160 pays et les revenus provenant de la diffusion s'élèvent à 738 millions de dollars.
La diffusion des Jeux est assurée par l'organisation International Sports Broadcasting (ISB), diffuseur-hôte, qui produit plus de 930 heures de direct grâce à 400 caméras. Le travail de production est assuré par 21 unités mobiles et 1 600 employés. Le nombre de téléspectateurs ayant suivi les Jeux est estimé à 2,1 milliards de personnes à travers le monde. Treize milliards d'heures d'écoute ont été consommées, ce qui représente une moyenne de 6,15 heures par téléspectateur. Chaque téléspectateur américain a regardé en moyenne 29 heures de couverture olympique, ce qui constitue le double par rapport aux Jeux de Nagano et un niveau identique à celui des Jeux d'Atlanta 1996. La chaîne NBC diffuse plus de 370 heures de programmes et compte 187 millions de téléspectateurs uniques pendant la période des Jeux, ce qui lui permet de devancer toutes les autres chaînes américaines pendant dix-neuf jours consécutifs en première partie de soirée. Des records d'audience sont établis dans certains pays, comme au Canada lors de la diffusion de la finale du tournoi masculin de hockey sur glace, qui réunit 8,6 millions de téléspectateurs, soit la plus forte audience jamais enregistrée dans le pays jusqu'alors, pour une part de marché de 36 %. En Norvège la retransmission de la poursuite masculine de biathlon atteint 91 % de part de marché.
Le Centre principal des médias regroupe le Centre principal de presse (CPP) et le Centre International de Radio et Télévision (CIRTV) au sein d'un même bâtiment, le Salt Palace situé dans le centre-ville de Salt Lake City. D'une surface totale de 47 800 m2, le Centre principal des médias met à disposition des journalistes 15 200 m2 répartis en 66 salles de réunion. Un plan d'attribution des logements est conçu par le comité d'organisation afin d'héberger les journalistes accrédités pour couvrir les Jeux. Vingt hôtels sont sélectionnés, dont la moitié sont situés en centre-ville afin de réduire les temps de transport vers le Centre principal des médias, le plus souvent à pied.

### Transports
Le département des Transports du comité d'organisation collabore avec l'Utah Department of Transportation (UDOT), l'Utah Transit Authority
(UTA) et le Wasatch Front Regional Council (WFRC) pour assurer la sécurité et l'efficacité du déplacement des athlètes, des officiels, des médias et des spectateurs. Le travail de planification débuté en août 1997 aboutit à la conception d'un plan des transports olympiques régissant l'organisation des réseaux, les bus, les trams, les parkings de délestage, la circulation et la gestion de la demande, tout en cherchant à garantir le respect de l'environnement et de la qualité de l'air dans les sites concernés. Dix projets routiers ou autoroutiers pour les Jeux et quatre projets de transport régional non spécifiques aux Jeux ont été définis et réalisés, parmi lesquels la rénovation des autoroutes I-15 et I-80 ou la construction d'une ligne de métro léger nord/sud ainsi qu'une autre desservant l'université de Salt Lake City.
Le transport des athlètes et des officiels d'équipes pendant les Jeux est assuré par 450 minibus à 15 places, 30 fourgonnettes et 50 autocars. L'esplanade des transports du village olympique, située à l'extrémité sud du complexe, est le lieu de départ des différents convois. Le réseau de transport des spectateurs est divisé en trois sous-réseaux interconnectés mais essentiellement autonomes : le transport des spectateurs olympiques dans la vallée de Salt Lake City, géré par l'UTA, le transport des sites de montagne et le Mountain Venue Express, tous deux gérés directement par le comité d'organisation. Ces trois sous-réseaux nécessitent l'utilisation de 62 voitures de métro léger, 328 bus de l'UTA, 1 120 autobus empruntés ou loués et 35 parkings de délestage. La gratuité des transports est assurée pour les athlètes, les officiels accrédités et les spectateurs munis d'un billet, à l'exception du Moutain Venue Express, le service d'autocars sur longues distances acheminant les spectateurs du centre de Salt Lake City vers un site de montagne, qui requiert la réservation d'un billet aller-retour d'une valeur de 5 dollars.

### Vente de billets
La billetterie des Jeux atteint elle aussi un niveau sans précédent : sur les 1 605 524 billets mis en vente par le comité d'organisation, 1 525 118 sont vendus, ce qui représente 95 % des billets émis. Il s'agit du meilleur score dans l'histoire olympique, un record qui était jusqu'alors détenu par les Jeux de Sydney avec 94,2 %. Les recettes issues de la vente des billets rapportent ainsi 183 millions de dollars à l'organisation des Jeux. Les matchs de hockey sur glace enregistrent la plus grande affluence : ils représentent 361 724 billets vendus, soit 23,7 % du total. Le ski alpin génère 184 215 ventes, tandis que le ski de fond (169 547) et le patinage artistique (145 997) constituent eux aussi une part importante de la vente de billets. Grâce au programme éducatif du comité d'organisation, 138 000 élèves assistent aux épreuves. Par ailleurs 40 % des billets vendus pour les Jeux le sont à des résidents de l'Utah.

### Marketing et identité visuelle

Emblème des Jeux.

En 1997, le Comité olympique américain et le comité d'organisation créent une entité conjointe chargée du marketing, l'« Olympic Properties of the United States » (OPUS). L'emblème des Jeux de Salt Lake City est présenté le 29 août 1997 par Frank Joklik, le président du SLOC. Il s'agit d'un cristal en forme de flocon de neige, composé de trois sections. La section du haut symbolise la flamme olympique et le courage des athlètes. Celle du centre s'inspire d'un motif de tissage utilisé par les Indiens de l'Ouest américain, tandis que celle du bas représente une cime enneigée. L'emblème des Jeux de Salt Lake City s'inspire du contraste entre les paysages montagneux et les paysages désertiques de l'Utah,. Plusieurs opérations de marketing sont menées, comme la mise en vente d'une plaque d'immatriculation officielle des Jeux, proposée aux résidents de l'Utah et dont les bénéfices visent à alimenter un fonds pour permettre aux jeunes d'assister aux Jeux.
L'identité visuelle des Jeux est construite autour du feu et de la glace et du thème choisi pour ces Jeux, « Attisez votre feu sacré », qui symbolise la passion des athlètes. Une palette de couleur distincte, inspirée des paysages de l'Utah, est ainsi utilisée dans tous les éléments de la création liés aux Jeux, des bleus froids à des rouges et oranges chauds. Les pictogrammes utilisés pour les sports, les sites et les services s'inspirent des fers à marquer le bétail utilisés dans l'Ouest américain. L'épaisseur du trait et l'inclinaison des pictogrammes rappellent le design de l'emblème.
Trois mascottes officielles sont choisies pour ces Jeux : un lièvre, un ours noir et un coyote, respectivement nommés Powder (qui signifie « poudre » en français), Coal (« charbon ») et Copper (« cuivre »). Ces noms, dévoilés le 15 mai 1999, ont été sélectionnés grâce au vote de 42 000 écoliers, une première dans l'histoire des Jeux, à l'issue d'une campagne intitulée « 3 noms pour les Jeux ». La rapidité du lièvre, la force de l'ours et la capacité du coyote à grimper sur les hauteurs sont une référence directe à la devise olympique « Citius, Altius, Fortius », « plus vite, plus haut, plus fort ». Mitt Romney, alors président du comité d'organisation, souligne que ces mascottes « illustrent la terre et la culture de l'Utah et de l'Ouest américain. » Chaque mascotte porte un collier qui figure l'animal qu'elle incarne sous la forme d'un pétroglyphe de style Anasazis ou Culture Fremont, d'après l'inspiration des légendes amérindiennes.
En dévoilant les mascottes, le comité d'organisation lance également le compte à rebours avant l'ouverture des Jeux. Une horloge monumentale est installée à proximité du Delta Center de Salt Lake City, lieu d'accueil des compétitions de patinage artistique.
Le programme de parrainage local OPUS, qui rassemble six partenaires (Budweiser, AT&T, Bank of America, Qwest, General Motors et Havoline), seize sponsors (dont Seiko, Hallmark, Delta Air Lines ou encore Gateway) et quarante fournisseurs officiels, rapporte à lui seul 876 millions de dollars, soit la plus grande part des revenus de marketing. Les partenaires internationaux, directement associés au CIO au sein du programme TOP, « The Olympic Partners » contribuent quant à eux à hauteur de 240 millions de dollars. Enfin, les produits et les monnaies sous licence des Jeux rapportent 84 millions de dollars. Un jeu vidéo officiel, intitulé Salt Lake sort à partir de janvier 2002 sur Windows, PlayStation 2 et Game Boy Advance.

### Nations participantes

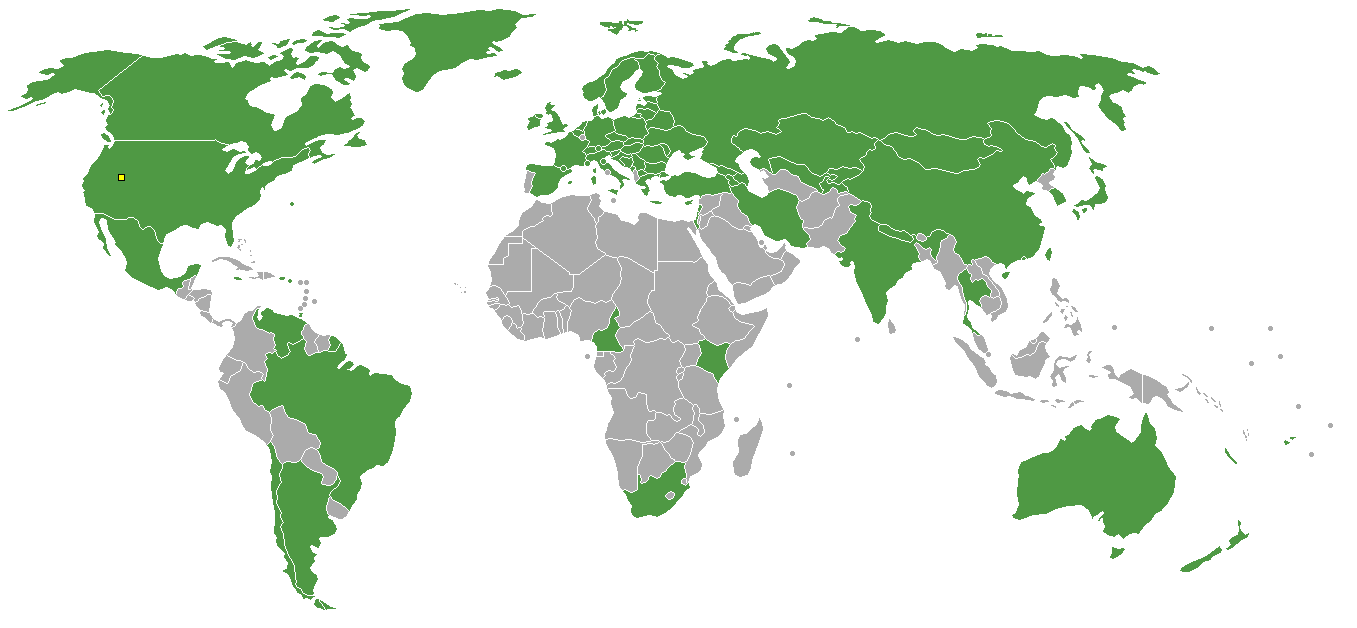
77 nations participent aux Jeux (en vert foncé).

Soixante-dix-huit nations envoient une délégation à Salt Lake City, mais seules soixante-dix-sept d'entre elles participent effectivement aux Jeux : l'équipe portoricaine de bobsleigh, présente à la cérémonie d'ouverture lors du défilé des délégations, ne peut participer à son épreuve à cause d'un problème de licence non conforme. Au total, 2 399 athlètes dont 1 513 hommes et 886 femmes participent aux Jeux,. Les femmes représentent 36,93 % des athlètes participants, soit la plus grande part à l'époque depuis la création des Jeux d'hiver en 1924. Cinq nations participent à des Jeux olympiques d'hiver pour la première fois : le Cameroun, Hong Kong, le Népal, le Tadjikistan et la Thaïlande,,,,.
Le nombre indiqué entre parenthèses correspond au nombre d'athlètes engagés dans les épreuves officielles pour chaque pays.
| - Afrique du Sud (1) - Allemagne (157) - Andorre (3) - Argentine (11) - Arménie (9) - Australie (25) - Autriche (90) - Azerbaïdjan (4) - Belgique (6) - Bermudes (1) - Biélorussie (64) - Bosnie-Herzégovine (2) - Brésil (10) - Bulgarie (23) - Cameroun (1) - Canada (150) - Chili (6) - Chine (66) - Chypre (1) - Corée du Sud (46) |  | - Costa Rica (1) - Croatie (13) - Danemark (11) - Espagne (7) - Estonie (17) - États-Unis (202) - Fidji (1) - Finlande (98) - France (114) - Géorgie (4) - Grande-Bretagne (49) - Grèce (2) - Hong Kong (2) - Hongrie (25) - Îles Vierges des États-Unis (8) - Inde (1) - Iran (2) - Irlande (6) - Islande (6) |  | - Israël (1) - Italie (109) - Jamaïque (2) - Japon (102) - Kazakhstan (50) - Kenya (1) - Kirghizistan (2) - Lettonie (47) - Liban (2) - Liechtenstein (8) - Lituanie (8) - Macédoine du Nord (2) - Mexique (3) - Moldavie (5) - Monaco (5) - Mongolie (4) - Népal (1) - Norvège (77) - Nouvelle-Zélande (10) |  | - Ouzbékistan (6) - Pays-Bas (27) - Pologne (27) - Porto Rico (2) - Roumanie (21) - Russie (151) - Saint-Marin (1) - Slovaquie (49) - Slovénie (40) - Suède (102) - Suisse (111) - Tadjikistan (1) - Taipei chinois (6) - Tchéquie (76) - Thaïlande (1) - Trinité-et-Tobago (3) - Turquie (3) - Ukraine (68) - Venezuela (4) - Yougoslavie (6) |

## Sites

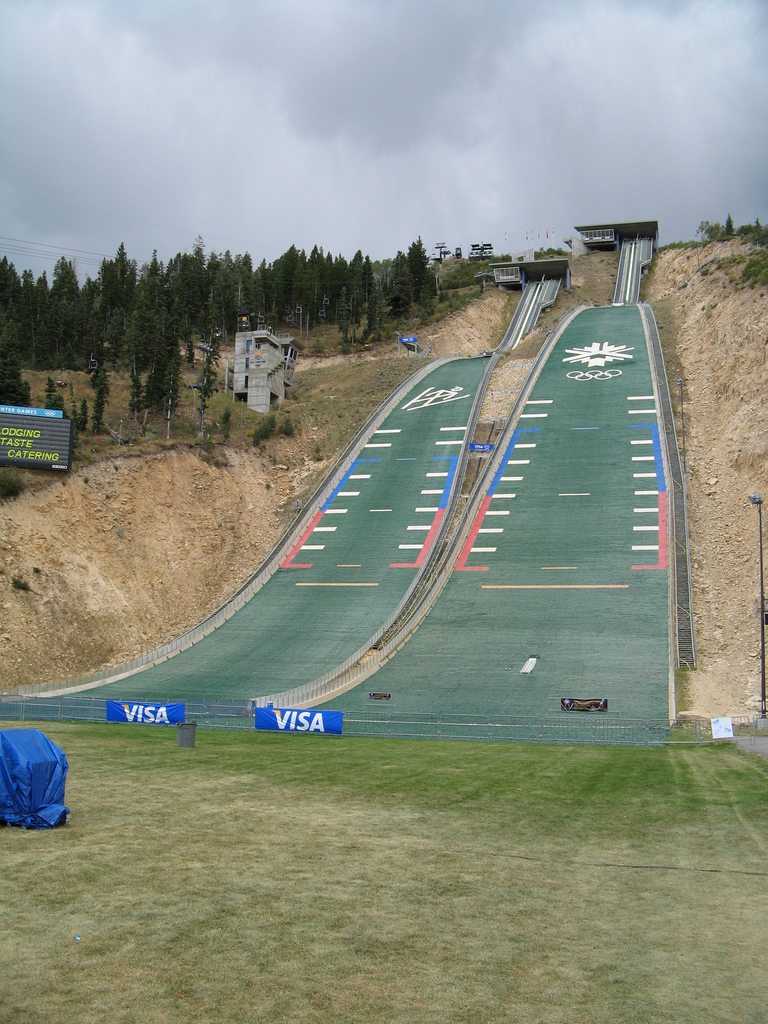
Tremplins de saut à ski du Parc olympique de l'Utah.

Dix sites de compétitions sont retenus par le comité d'organisation, tous situés dans l'Utah. Huit d'entre eux sont déjà achevés et opérationnels avant la sélection de Salt Lake City comme ville hôte des Jeux.

### Sites de compétitions

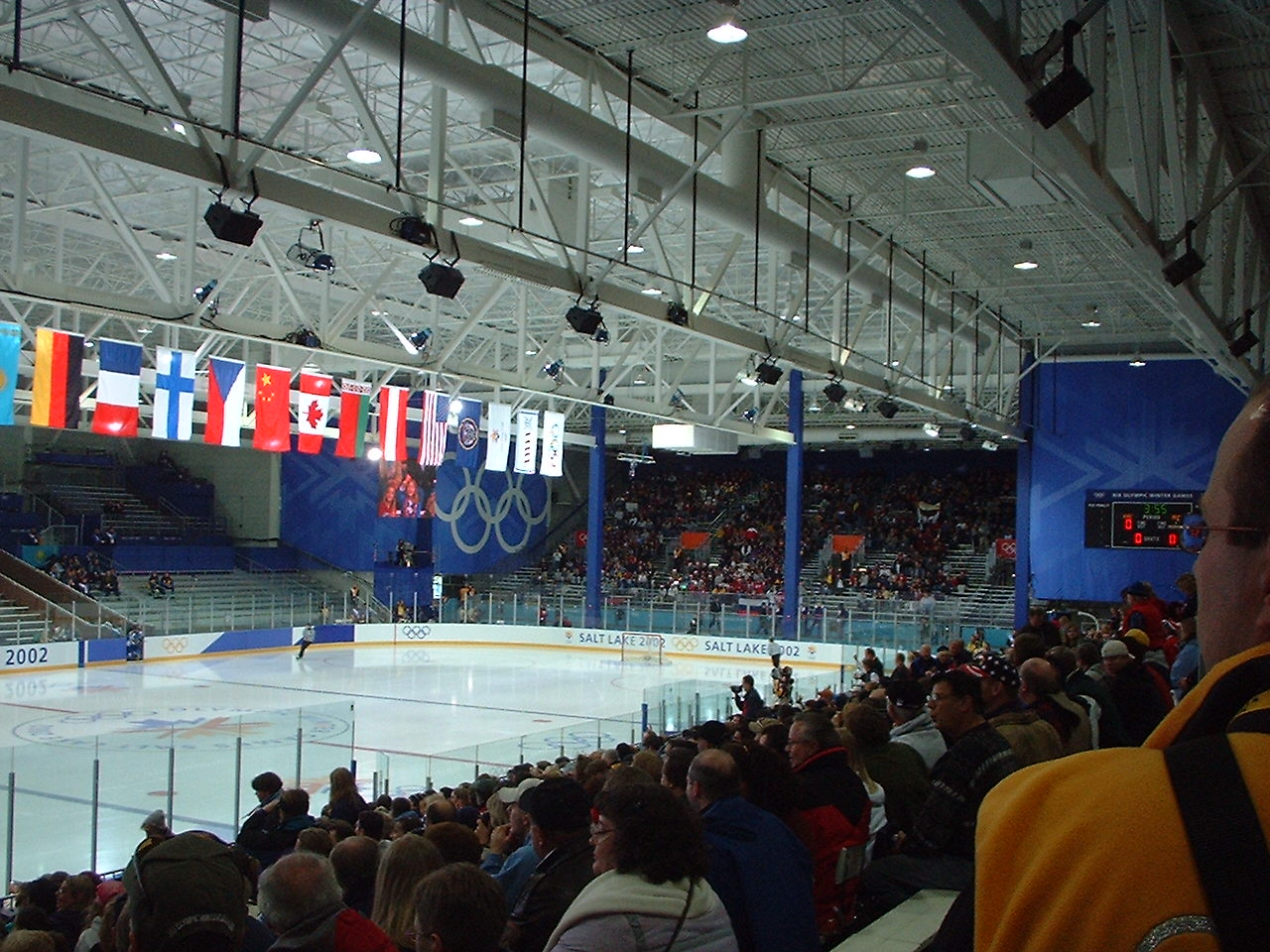
Le Peaks Ice Arena de Provo accueille des matchs de hockey sur glace.

Les épreuves de ski alpin sont réparties sur trois sites différents. La station de Snowbasin, l'une des plus anciennes stations américaines, accueille les épreuves de vitesse : la descente, le combiné et le super-G masculins et féminins. Elle peut rassembler jusqu'à 22 500 spectateurs. Il s'agit du site le plus éloigné de Salt Lake City puisqu'il se situe à 87 km du village olympique, mais son accès est rapide par autoroute. Les épreuves de slalom masculin et féminin, de même que les compétitions de ski acrobatique, sont organisées dans la station de Deer Valley, d'une capacité de 13 400 places. La station de Park City, créée en 1963 et qui accueille habituellement des épreuves de la coupe du monde de ski alpin, reçoit le slalom géant masculin et féminin, de même que les compétitions de snowboard, auxquels 16 000 spectateurs peuvent assister. Park City accueille également le Parc olympique de l'Utah, qui regroupe les tremplins de saut à ski et la piste de bobsleigh, luge et skeleton,. Cette dernière est construite entre 1994 et 1996. D'une longueur de 1 335 mètres, elle compte 14 virages et une pente moyenne de 7,8 % pour un dénivelé total de 103,5 mètres. C'est l'un des deux sites construits pour les Jeux et son inauguration est effectuée en février 1997 par le lugeur Robert Pipkins.
Les épreuves de biathlon et de ski de fond et les courses de ski de fond du combiné nordique se déroulent sur le site de Soldier Hollow, à proximité du mont Timpanogos, dans le parc régional du Wasatch. Lors de la présentation de la candidature de Salt Lake City, le comité d'organisation a proposé d'organiser ces compétitions sur le terrain de golf de Mountain Dell, à proximité de l'interstate 80, à seize kilomètres à l'est de la ville, mais il a dû y renoncer en raison de l'enneigement trop faible du site. Pour éviter l'impact négatif sur l'environnement qu'engendrerait le transport de neige par camions, le comité d'organisation envisage alors la construction d'un site permanent de ski nordique. Le site de Soldier Hollow est choisi en collaboration avec les associations écologistes et les fédérations sportives concernées. Situé à 88 kilomètres au sud-est du centre-ville de Salt Lake City, il recouvre une zone de 200 hectares, dépourvue d'arbres.
Deux patinoires sont retenues pour accueillir le tournoi de hockey sur glace : l'E Center de Salt Lake City et le Peaks Ice Arena, situé à Provo, qui disposent respectivement de 10 500 et 8 400 places.
Les compétitions de patinage artistique et de patinage de vitesse sur piste courte se tiennent au Delta Center, la plus grande patinoire des Jeux, pouvant accueillir 17 500 spectateurs. L'Utah Olympic Oval est retenu pour les épreuves de patinage de vitesse, d'une capacité de 5 236 places. Enfin, le tournoi de curling est organisé au Ice Sheet, situé à Ogden, un complexe qui regroupe jusqu'à 2 000 spectateurs.

### Village olympique
Le village olympique, situé dans le campus de l'université de l'Utah, accueille l'ensemble des officiels et des athlètes pendant la durée des Jeux, soit près de 3 500 personnes. Il se compose d'une zone résidentielle, constituée de vingt résidences d'appartements et de studios, et d'une zone internationale, destinée aux loisirs, aux services et aux bureaux de l'administration du village. Sa construction nécessite le rattachement d'une partie de la base militaire de Fort Douglas, attenante à l'université, un projet qui aboutit finalement à la fin de l'année 1998. Le choix du campus de l'université comme site d'accueil du village olympique s'explique par sa position centralisée par rapport au centre-ville et aux différents sites de compétition.

## Déroulement

### Relais de la flamme olympique
| - Un porteur de la flamme. - Carte du parcours de la flamme olympique aux États-Unis. |

Longue de 83,5 cm, la torche olympique de Salt Lake City, composée de métal argenté, de cuivre et de verre, représente une stalactite décrochée de l'auvent d'un chalet recouvert de neige. Elle est l'œuvre de Scott Given et Matt Manes, du groupe Axiom Design. Le thème des Jeux, « Attisez votre feu sacré », est gravé sur la pointe qui constitue la partie basse de la torche olympique, sur une surface argentée et polie qui symbolise la modernité et la vitesse des athlètes. Le corps nervuré de la torche évoque les paysages escarpés de l'Ouest américain. La torche est surmontée d'une couronne de verre qui entoure la flamme et reflète ainsi le thème des Jeux,.
Le parcours de la flamme olympique, qui vise à promouvoir les Jeux de Salt Lake City à travers les États-Unis, est confié à la société Alem International Management, qui avait déjà réalisé le parcours de la flamme pour les Jeux d'Atlanta en 1996 et tenu le rôle de consultant pour les Jeux de Nagano en 1998 et Sydney en 2000. La flamme est allumée à Olympie, conformément à la tradition, le 19 novembre 2001. Le premier relayeur est le fondeur grec Lefteris Fafalis. Le parcours de la flamme aux États-Unis est sponsorisé par les entreprises Coca Cola et Chevrolet, qui s'investissent à hauteur de 25 millions de dollars. Il traverse 46 États pendant 65 jours. La flamme arrive sur le sol américain à Atlanta le 4 décembre 2001. Elle est reçue au Parc du Centenaire par le boxeur Mohamed Ali, qui avait allumé la flamme lors des Jeux de 1996 et la transmet à la patineuse artistique Peggy Fleming, médaillée d'or à Grenoble en 1968. De son arrivée à Atlanta jusqu'à son entrée dans le stade lors de la cérémonie d'ouverture le 8 février 2002, la flamme parcourt 21 700 kilomètres, portée par 12 012 personnes. Le comité d'organisation, Coca Cola et Chevrolet ont sélectionné chacun un tiers des porteurs de flamme, selon des critères de sélection variés.

### Calendrier
Les Jeux olympiques d'hiver de 2002 se déroulent du vendredi 8 au dimanche 24 février. Ils s'étendent donc sur dix-sept jours et trois week-ends, comme les éditions précédentes. Soixante-dix-huit épreuves sont au programme, soit dix de plus que lors des Jeux de Nagano en 1998. Le bobsleigh féminin à deux, le skeleton masculin et féminin, le sprint en ski de fond masculin et féminin, la poursuite en biathlon masculin et féminin, le 1 500 mètres en patinage de vitesse sur piste courte masculin et féminin, ainsi que le sprint en combiné nordique masculin, font ainsi leur entrée au programme des Jeux olympiques d'hiver.
| CO | Cérémonie d'ouverture | ● | Épreuve(s) | 1 | Finale d'épreuve officielle | CC | Cérémonie de clôture |

| février 2002                         | 8 Ven | 9 Sam | 10 Dim | 11 Lun | 12 Mar | 13 Mer | 14 Jeu | 15 Ven | 16 Sam | 17 Dim | 18 Lun | 19 Mar | 20 Mer | 21 Jeu | 22 Ven | 23 Sam | 24 Dim | Épreuves |
| ------------------------------------ | ----- | ----- | ------ | ------ | ------ | ------ | ------ | ------ | ------ | ------ | ------ | ------ | ------ | ------ | ------ | ------ | ------ | -------- |
| Cérémonies                           | CO    |       |        |        |        |        |        |        |        |        |        |        |        |        |        |        | CC     | —        |
| Biathlon                             |       |       |        | 2      |        | 2      |        | 2      |        |        | 1      |        | 1      |        |        |        |        | 8        |
| Bobsleigh                            |       |       |        |        |        |        |        |        | ●      | 1      |        | 1      |        |        | ●      | 1      |        | 3        |
| Combiné nordique                     |       | ●     | 1      |        |        |        |        |        | ●      | 1      |        |        |        | ●      | 1      |        |        | 3        |
| Curling                              |       |       |        | ●      | ●      | ●      | ●      | ●      | ●      | ●      | ●      | ●      | ●      | 1      | 1      |        |        | 2        |
| Hockey sur glace                     |       | ●     | ●      | ●      | ●      | ●      | ●      | ●      | ●      | ●      | ●      | ●      | ●      | 1      | ●      | ●      | 1      | 2        |
| Luge                                 |       |       | ●      | 1      | ●      | 1      |        | 1      |        |        |        |        |        |        |        |        |        | 3        |
| Patinage artistique                  |       |       |        | 1      | ●      |        | 1      | ●      |        | ●      | 1      | ●      |        | 1      |        |        |        | 4        |
| Patinage de vitesse                  |       | 1     | 1      | ●      | 1      | ●      | 1      |        | 1      | 1      |        | 1      | 1      |        | 1      | 1      |        | 10       |
| Patinage de vitesse sur piste courte |       |       |        |        |        | 1      |        |        | 2      |        |        |        | 2      |        |        | 3      |        | 8        |
| Saut à ski                           |       |       | 1      |        | ●      | 1      |        |        |        |        | 1      |        |        |        |        |        |        | 3        |
| Skeleton                             |       |       |        |        |        |        |        |        |        |        |        |        | 2      |        |        |        |        | 2        |
| Ski acrobatique                      |       | 1     |        |        | 1      |        |        |        | ●      |        | 1      | 1      |        |        |        |        |        | 4        |
| Ski alpin                            |       |       | 1      |        | 1      | 1      | 1      |        | 1      | 1      |        |        | 1      | 1      | 1      | 1      |        | 10       |
| Ski de fond                          |       | 2     |        |        | 2      |        | 1      | 1      |        | 1      |        | 2      |        | 1      |        | 1      | 1      | 12       |
| Snowboard                            |       |       | 1      | 1      |        |        | ●      | 2      |        |        |        |        |        |        |        |        |        | 4        |
| Nombre total de finales              | 0     | 4     | 5      | 5      | 5      | 6      | 4      | 6      | 4      | 5      | 4      | 5      | 7      | 5      | 4      | 7      | 2      | 78       |
| Total                                | 0     | 4     | 9      | 14     | 19     | 25     | 29     | 35     | 39     | 44     | 48     | 53     | 60     | 65     | 69     | 76     | 78     | 78       |

1. ↑  Le chiffre indique le nombre de finales qui se tiennent ce jour-là pour chaque discipline.

### Cérémonie d'ouverture

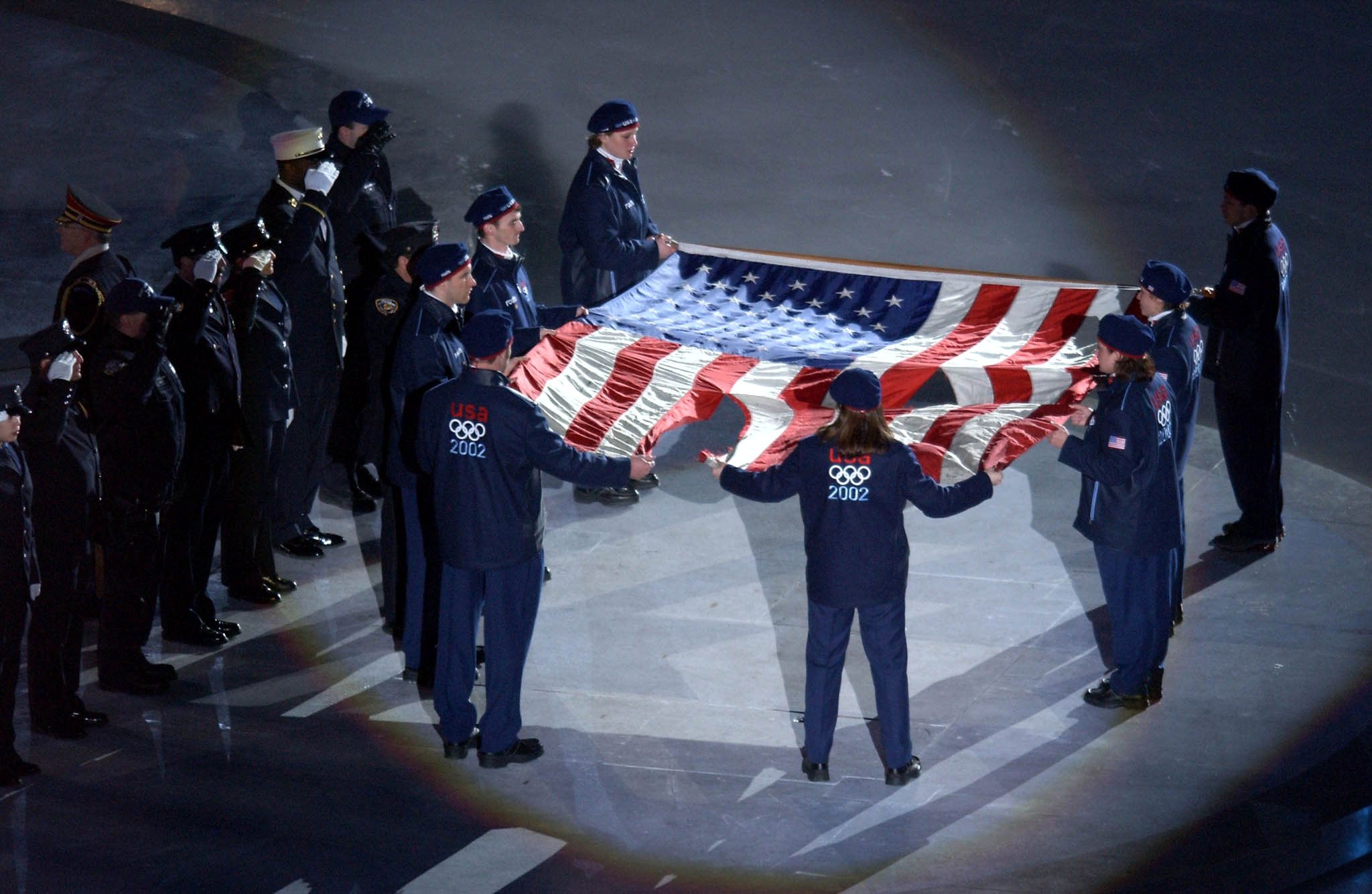
L'entrée du drapeau américain retrouvé dans les décombres du World Trade Center.

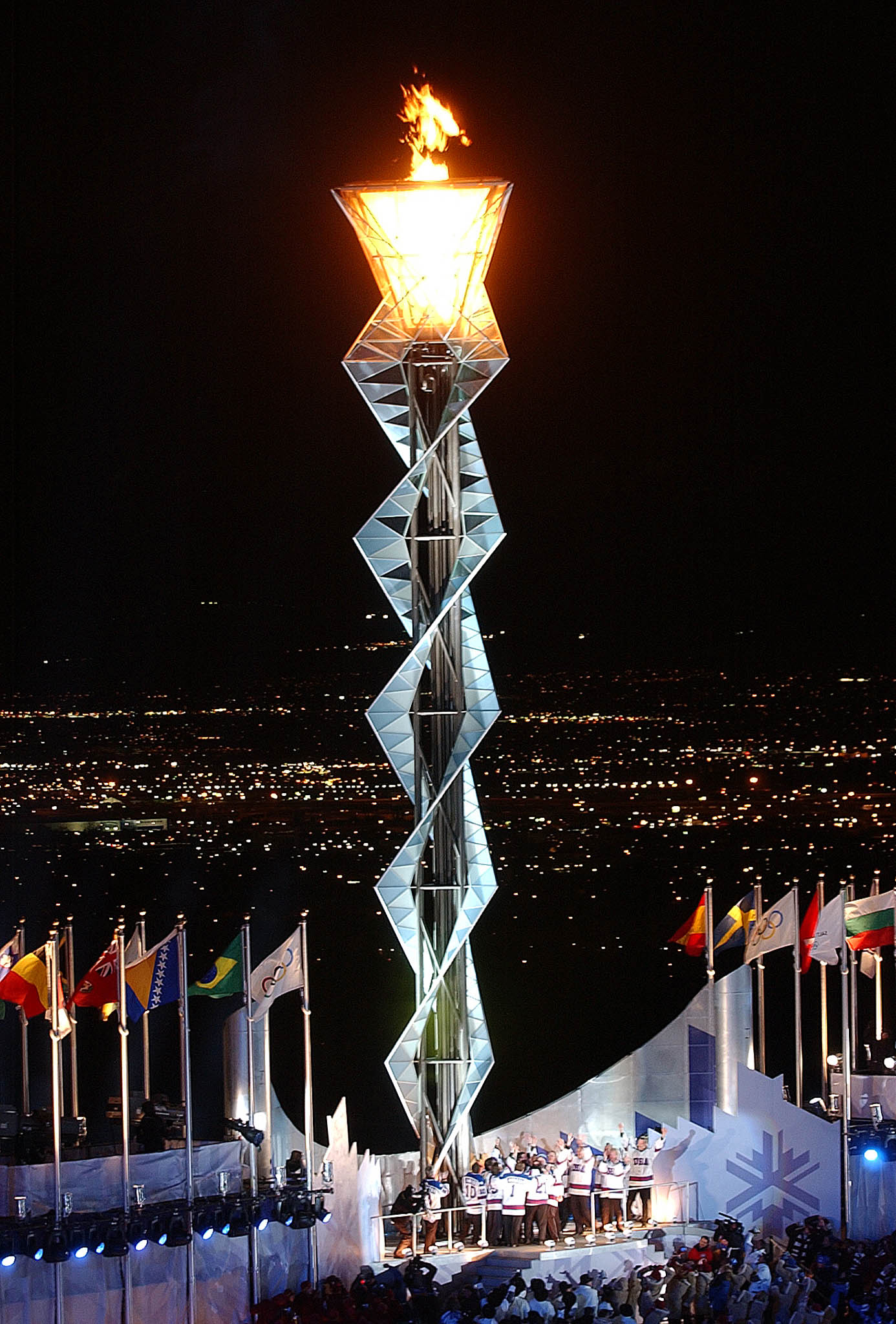
La vasque olympique, allumée par l'équipe américaine de hockey des Jeux de 1980.

La cérémonie d'ouverture se déroule le 8 février au Rice-Eccles Stadium de Salt Lake City, sur le campus de l'université de l'Utah. D'une durée de deux heures, elle est conçue par le producteur Don Mischer. Près de 42 000 spectateurs y assistent dans le stade, et le nombre de téléspectateurs est estimé à 3,5 milliards à travers le monde. Quelques mois seulement après les attentats du 11 septembre 2001, la cérémonie est marquée par l'entrée dans le stade du drapeau américain retrouvé dans les décombres du World Trade Center, porté par des membres de la délégation olympique américaine et des représentants des pompiers et policiers new-yorkais. L'hymne américain est entonné par les 360 chanteurs du chœur du Tabernacle mormon, accompagnés par l'orchestre symphonique de l'Utah, dirigé par John Williams. Un spectacle de danse sur glace met en scène des centaines de patineurs, dont un enfant de 13 ans incarnant L'enfant de lumière, une image reprise à travers la chanson des Jeux, Allume la flamme en toi.
Conformément à la tradition, le président américain George W. Bush déclare l'ouverture officielle des XIXes Jeux olympiques d'hiver et le président du CIO Jacques Rogge prononce un discours à l'attention des athlètes et de la nation américaine, dans lequel il les invite à rester « unis pour promouvoir nos idéaux communs et l'espoir d'une paix mondiale ». Le serment olympique est prononcé par le skeletoneur américain Jim Shea pour les sportifs et Allen Church pour les juges.
À l'issue du défilé des athlètes, le drapeau olympique est apporté dans le stade par des personnalités du monde entier, symbolisant les valeurs de sport, de culture et d'environnement du mouvement olympique : l'astronaute américain John Glenn, l'ancien président de la république polonais Lech Wałęsa, l'archevêque sud-africain Desmond Tutu, le sauteur à ski japonais Kazuyoshi Funaki, la sprinteuse australienne Cathy Freeman, le skieur alpin français Jean-Claude Killy, le cinéaste américain Steven Spielberg, ainsi que Jean-Michel Cousteau, le fils de l'océanographe français Jacques-Yves Cousteau. La vasque olympique est allumée par l'équipe américaine championne olympique de hockey en 1980. C'est la première fois dans l'histoire des Jeux qu'une équipe entière allume la vasque olympique. Structure en acier inoxydable et en verre, la vasque olympique surplombe le Rice-Eccles Stadium. La flamme brûle dans une vasque translucide, tandis que de petits jets d'eau à l'intérieur de la vasque créent l'effet d'un glaçon en train de fondre, rappelant l'identité visuelle des Jeux autour du feu et de la glace.

### Épreuves

#### Biathlon

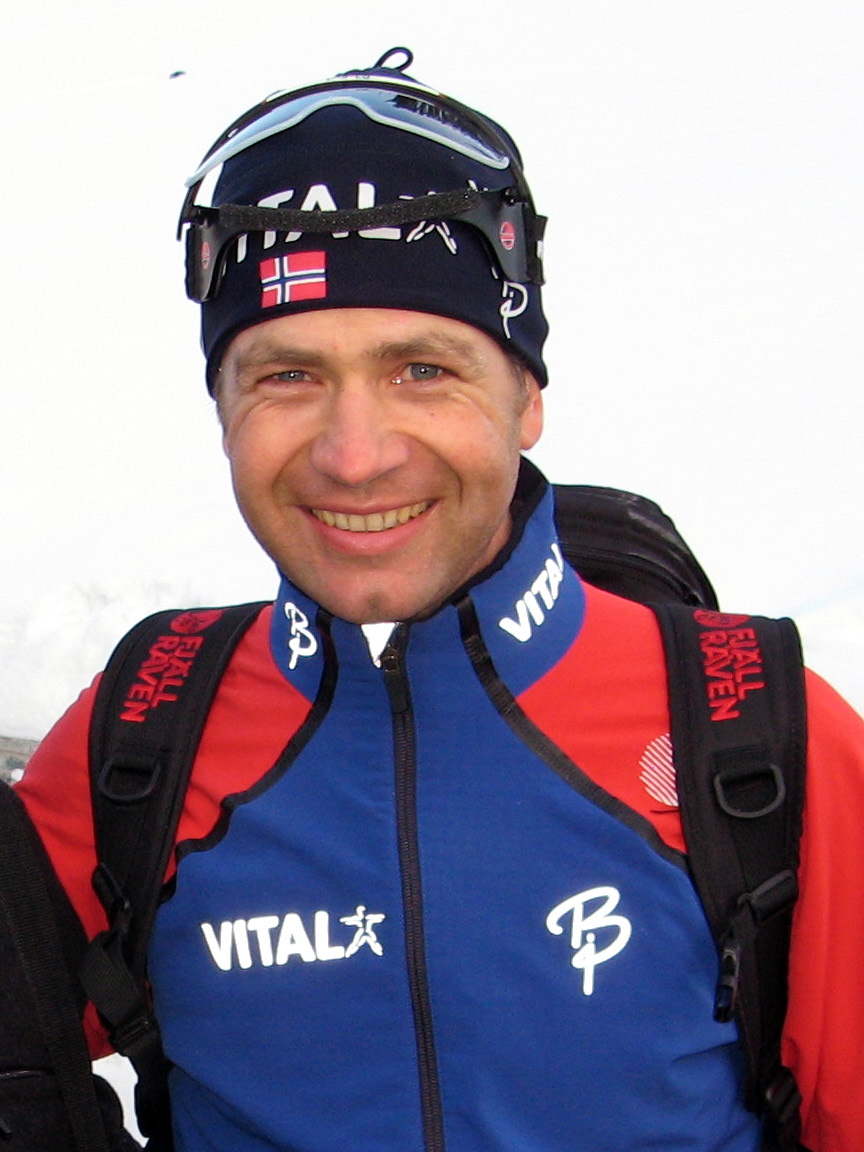
Ole Einar Bjørndalen remporte quatre médailles d'or.

Les compétitions de biathlon se tiennent sur le site de ski nordique de Soldier Hollow. Huit épreuves sont au programme, quatre pour les hommes et quatre pour les femmes : l'individuel, le sprint, la poursuite et le relais. Elles regroupent 190 athlètes, dont 102 hommes et 88 femmes, de 34 pays différents. Le biathlète norvégien Ole Einar Bjørndalen marque les Jeux de son empreinte en remportant la médaille d'or dans chacune des quatre courses qu'il dispute. Seul le patineur de vitesse américain Eric Heiden a fait mieux en remportant cinq médailles d'or lors des Jeux de Lake Placid en 1980. L'Allemagne, avec neuf médailles dont trois en or, est la nation la plus représentée sur les podiums.
Ole Einar Bjørndalen réalise une première performance sur l'individuel 20 km lors duquel il devance l'Allemand Frank Luck de plus de 30 secondes malgré deux erreurs au tir. Viktor Maigurov, avec sa troisième place, est le seul membre de l'équipe masculine russe à remporter une médaille lors de ces Jeux. Deux jours plus tard, Ole Einar Bjørndalen domine largement le sprint en réalisant un sans faute au tir et le meilleur temps de ski. Lors de la poursuite, il devance le Français Raphaël Poirée de 43 secondes. Il remporte un quatrième titre lors de ces Jeux, le cinquième de sa carrière, lors du relais. L'équipe norvégienne, qui compte également sur Halvard Hanevold, Frode Andresen et Egil Gjelland, devance l'Allemagne et la France.
L'équipe féminine allemande est plus en réussite que son homologue masculine. Kati Wilhelm remporte trois médailles en quatre courses, dont deux titres et une médaille d'argent. Elle s'impose notamment sur le sprint devant sa compatriote Uschi Disl, mais est devancée par la Russe Olga Pyleva sur la poursuite en commettant quatre erreurs au tir. Elle obtient une autre médaille d'or sur le relais en compagnie d'Uschi Disl, Katrin Apel et Andrea Henkel. Cette dernière remporte quant à elle le titre olympique sur l'individuel 15 km.

#### Bobsleigh

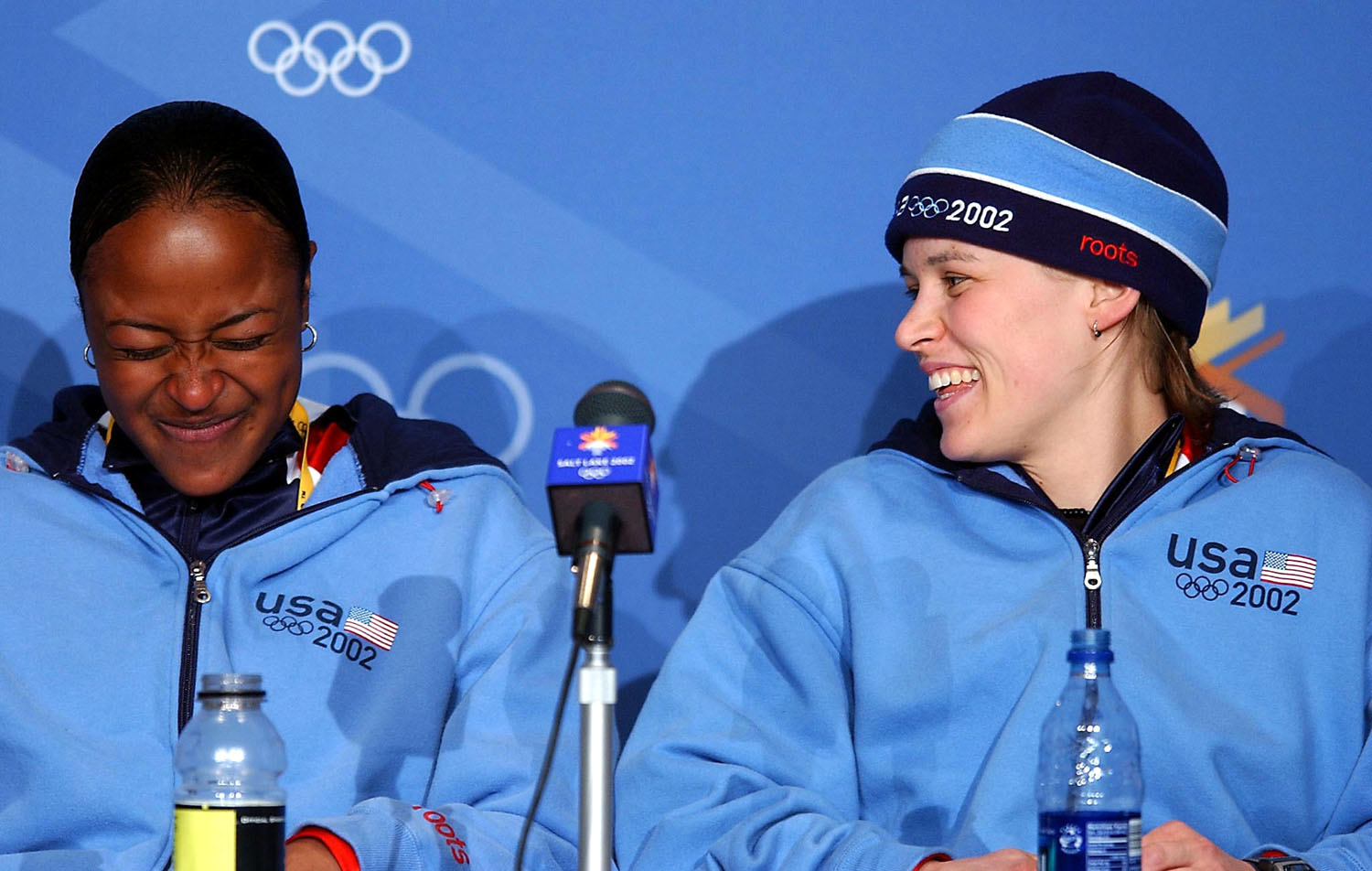
Vonetta Flowers et Jill Bakken en conférence de presse après leur médaille d'or.

Les compétitions de bobsleigh rassemblent 195 participants de 34 pays, dont 130 hommes et 65 femmes. L'Allemagne affiche sa domination puisqu'elle remporte quatre médailles, dont deux en or chez les hommes, en bob à deux et en bob à quatre.
Les femmes concourent pour la première fois aux Jeux dans cette discipline. Le bob américain de Jill Bakken et Vonetta Flowers remporte la médaille d'or sur la piste du Parc olympique de l'Utah. Ancienne athlète spécialisée dans le saut en longueur, Vonetta Flowers devient le premier athlète noir à remporter le titre olympique aux Jeux d'hiver. Le podium de l'épreuve féminine est complété par deux équipages allemands.
Champion olympique en bob à quatre aux Jeux de Nagano en 1998, l'Allemand Christoph Langen remporte cette fois-ci la médaille d'or en bob à deux, en compagnie de Markus Zimmermann. Les bobs suisses conduits par Steve Anderhub et Martin Annen prennent respectivement les deuxième et troisième places. En bob à quatre, Christoph Langen et son équipage partent à la faute dès la première manche et doivent abandonner la compétition. Le titre revient au second équipage allemand, conduit par André Lange. Les bobs américains pilotés par Todd Hays et Brian Shimer complètent le podium.

#### Combiné nordique
Les épreuves de combiné nordique sont disputées sur deux sites, le Parc olympique de l'Utah pour le saut à ski et Soldier Hollow pour l'épreuve de ski de fond. Elles regroupent 54 athlètes de 14 pays. Avec quatre médailles, la Finlande domine les compétitions, notamment grâce à Samppa Lajunen qui remporte les deux épreuves individuelles.
Devancé par son compatriote Jaakko Tallus après le saut lors de la première épreuve individuelle, Samppa Lajunen rattrape son retard en ski de fond pour finalement s'imposer avec près de 25 secondes d'avance. L'Autrichien Felix Gottwald, seulement 11e à l'issue du saut, obtient la médaille de bronze. Jaakko Tallus et Samppa Lajunen, accompagnés de Jari Mantila et Hannu Manninen, prennent la tête de l'épreuve par équipes lors du saut et la conservent lors du relais de ski de fond, devant les Allemands et les Autrichiens. Lors du sprint, Samppa Lajunen obtient son troisième titre olympique. Vainqueur du saut, il conserve neuf secondes d'avance sur l'Allemand Ronny Ackermann. Troisième, Felix Gottwald gagne une deuxième médaille de bronze en individuelle, sa troisième en comptant le relais.

#### Curling

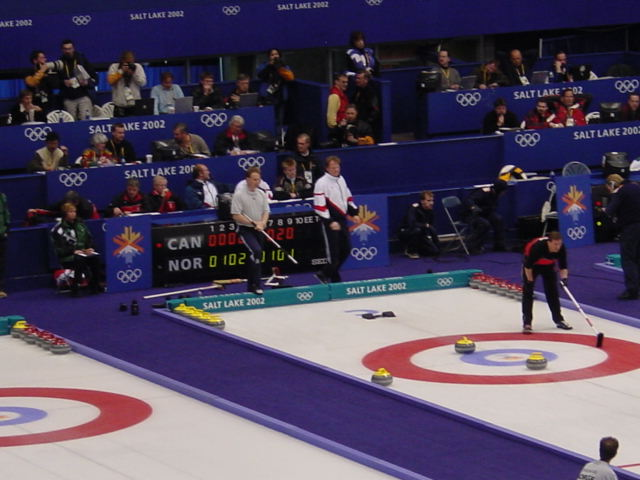
La finale du tournoi masculin oppose la Norvège au Canada.

Le Ice Sheet d'Ogden accueille les épreuves de curling. Les tournois masculin et féminin possèdent le même format : ils rassemblent chacun dix équipes, chaque équipe rencontrant les neuf autres lors du premier tour. Les quatre meilleures équipes se qualifient pour les demi-finales.
Dans le tournoi masculin, le Canada mené par Kevin Martin finit en tête du premier tour avec huit victoires en neuf matchs. Il affronte en demi-finale la Suède, championne du monde en titre et troisième de ce premier tour, à égalité avec la Suisse. Les Canadiens remportent leur match 6-4 et se qualifient pour la finale. Dans l'autre demi-finale, la Norvège de Pål Trulsen s'impose face à la Suisse avec un seul point d'avance (7-6), au terme d'un match serré. Les Norvégiens créent la surprise en finale, battant le Canada sur le score de 6-5, et remportent la médaille d'or. Dans le match pour la médaille de bronze, la Suisse domine la Suède,.
La Grande-Bretagne crée la surprise dans le tournoi féminin. L'équipe menée par Rhona Martin se qualifie pour les demi-finales à l'issue d'un jeu décisif, disputé face à l'Allemagne et à la Suède, ces trois nations étant à égalité à la quatrième et dernière place qualificative à l'issue du premier tour. Les Britanniques dominent les Canadiennes en demi-finales. Ces dernières s'étaient pourtant classées en tête à l'issue du premier tour, mais doivent s'incliner au terme d'un match serré (6-5). Dans l'autre demi-finale, la Suisse bat les États-Unis sur le score de 9-4. En finale, la Grande-Bretagne s'impose face à la Suisse (4-3) et remporte sa première médaille d'or dans la discipline depuis la victoire des curleurs masculins aux Jeux olympiques de Chamonix 1924,. C'est également le premier titre olympique pour la Grande-Bretagne aux Jeux d'hiver depuis 1984.

#### Hockey sur glace

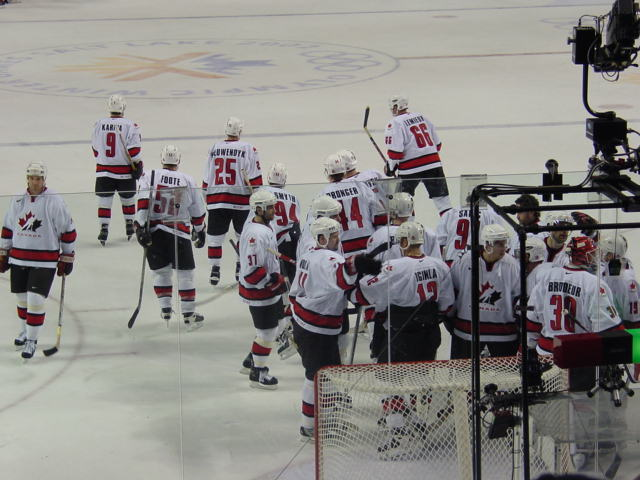
L'équipe canadienne remporte la médaille d'or.

Les matchs de hockey sur glace sont disputés au E Center de Salt Lake City et au Peaks Ice Arena de Provo. Comme quatre ans plus tôt à Nagano, les Jeux sont marqués par l'arrêt de la Ligue nationale de hockey (LNH), la ligue professionnelle nord-américaine, pendant la durée des Jeux pour permettre aux meilleurs joueurs d'y prendre part. Les tournois masculins et féminins connaissent la même conclusion : la finale voit s'affronter le Canada et les États-Unis, avec à chaque fois la victoire des Canadiens.
Le tournoi masculin adopte le même format que lors des derniers Jeux. Les six meilleures équipes du monde (Canada, États-Unis, Suède, Russie, Finlande et Tchéquie) n'entrent dans la compétition qu'au deuxième tour pour que leurs joueurs puissent rester plus longtemps en LNH. Les huit autres équipes engagées disputent un premier tour, réparties en deux groupes, dont le vainqueur se qualifie pour le tour suivant. L'Allemagne et le Biélorussie, premières de leur groupe, sont ainsi qualifiées pour le deuxième tour, qui détermine quels matchs seront joués en quarts de finale. Le Canada, favori de son groupe, ne se classe pourtant que troisième avec une victoire, un nul et une défaite. La Suède remporte ses trois matchs et termine première, devant la Tchéquie, championne olympique en titre. Dans l'autre groupe, les États-Unis devancent la Finlande, la Russie et la Biélorussie. Cette dernière crée l'exploit des quarts de finale : alors qu'elle a perdu ses trois matchs de groupe, elle réussit à battre la Suède par 4 buts à 3. En demi-finale, les Biélorusses sont toutefois sèchement battus par les Canadiens sur le score de 7-1. Dans l'autre match, les États-Unis dominent la Russie (3-2). Cette dernière gagne la médaille de bronze en s'imposant largement face à la Biélorussie (7-2). En finale, l'Américain Tony Amonte ouvre le score mais les Canadiens se montrent supérieurs. Grâce à leur victoire 5-2, ils remportent leur première médaille d'or en hockey sur glace depuis 1952,.
Le hockey féminin est présent pour la deuxième fois seulement aux Jeux d'hiver. Le tournoi rassemble huit équipes réparties en deux groupes. Le Canada et les États-Unis se retrouvent en finale en ayant remporté tous leurs matchs, et ce sont les Canadiennes qui gagnent l'or en s'imposant 3-2. Le match pour la médaille de bronze est remporté par la Suède face à la Finlande.

#### Luge
Cent-dix athlètes dont 81 hommes et 29 femmes sont engagés dans les épreuves de luge au cours de ces Jeux. L'Allemagne gagne cinq des neuf médailles décernées, dont deux titres olympiques. Georg Hackl rentre dans l'histoire des Jeux d'hiver. Bien qu'il doive se contenter de la médaille d'argent dans l'épreuve simple hommes, dont il est le triple tenant du titre, il devient le premier athlète à remporter cinq médailles lors de cinq éditions consécutives des Jeux d'hiver. La médaille d'or revient à l'Italien Armin Zöggeler, qui avait obtenu le bronze à Lillehammer en 1994 et l'argent à Nagano en 1998. Chez les femmes, le podium est exclusivement allemand : Sylke Otto devance Barbara Niedernhuber et Silke Kraushaar-Pielach. Dans l'épreuve double hommes, c'est la paire allemande Patric-Fritz Leitner-Alexander Resch qui remporte le titre.

#### Patinage artistique

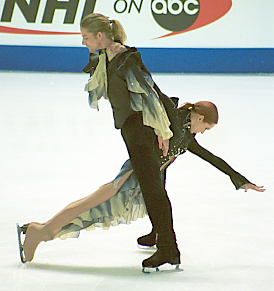
Les Français Marina Anissina et Gwendal Peizerat titrés en danse sur glace.

Les quatre épreuves de patinage artistique rassemblent 143 patineurs de 31 pays, dont 72 hommes et 71 femmes. La Russie obtient cinq des douze médailles mises en Jeux, ce qui en fait la nation la plus médaillée devant les États-Unis, avec trois médailles.
Les compétitions de patinage sont marqués par la révélation de l'arrangement entre juges russes et français pour favoriser le couple russe Elena Berejnaïa-Anton Sikharulidze lors de l'épreuve par couples, ce qui aboutit à une réforme du système d'attribution des notes et à l'attribution d'une seconde médaille d'or pour les Canadiens Jamie Salé et David Pelletier. Le couple français composé de Marina Anissina et Gwendal Peizerat remporte le titre dans l'épreuve de danse sur glace. Dans les épreuves individuelles, l'or revient au Russe Aleksey Yagudin chez les hommes et à l'Américaine Sarah Hughes chez les femmes, qui s'impose devant la grande favorite Michelle Kwan, seulement troisième.

#### Patinage de vitesse
L'Utah Olympic Oval accueille les dix épreuves de patinage de vitesse organisées lors de ces Jeux : les 500 mètres, 1 000 mètres, 1 500 mètres et 5 000 mètres masculins et féminins, ainsi que le 3 000 mètres féminin et le 10 000 mètres masculin. Cent-soixante-six patineurs sont engagés, dont 95 hommes et 71 femmes, représentant 23 pays. Trois pays obtiennent chacun huit médailles, l'Allemagne, les États-Unis et les Pays-Bas, qui remportent également trois titres olympiques. L'Allemande Claudia Pechstein gagne deux médailles d'or sur 3 000 et 5 000 mètres, de même que le Néerlandais Jochem Uytdehaage, sur 5 000 et 10 000 mètres. Ce dernier remporte une autre médaille, en argent, sur le 1 500 mètres. Une autre patineuse obtient trois médailles lors de ces Jeux, l'Allemande Sabine Völker, en argent sur 1 000 et 1 500 mètres, ainsi qu'en bronze sur 500 mètres.

#### Patinage de vitesse sur piste courte

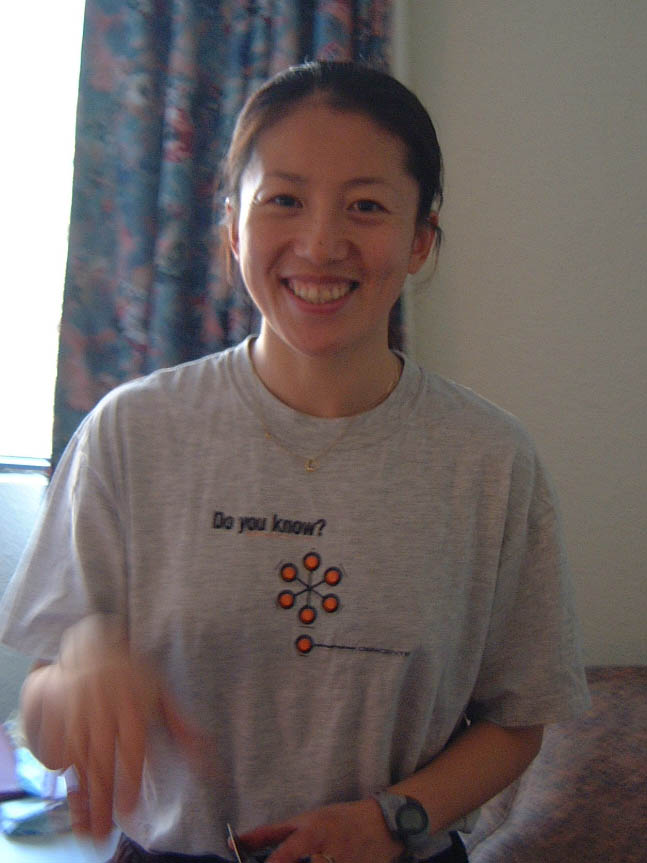
Yang Yang (A) apporte à la Chine la première médaille d'or de son histoire aux Jeux d'hiver.

Les compétitions de patinage de vitesse sur piste courte, disputées au Salt Lake Ice Center, rassemblent 111 participants venus de 26 pays dont 60 hommes et 51 femmes. Huit épreuves sont organisées : le 500 mètres, le 1 000 mètres, le 1 500 mètres et le relais, chez les hommes comme chez les femmes. La Chine remporte sept médailles dont deux en or, devant le Canada, qui compte également deux titres olympiques mais seulement cinq médailles.
L'histoire de Steven Bradbury marque les Jeux. Ce patineur australien remporte la médaille d'or du 1 000 mètres à la surprise générale. Dès le premier tour, il commet plusieurs faux départs, mais gagne néanmoins sa série, peu relevée. En quart de finale, il se classe troisième et avant-dernier, ce qui signifie son élimination, mais les juges estiment que le Canadien Marc Gagnon, favori de l'épreuve, est responsable de la chute du patineur japonais Naoya Tamura dans le dernier virage. Marc Gagnon est disqualifié, ce qui permet à Steven Bradbury d'être repêché pour le tour suivant. Alors qu'ils sont cinq au départ de sa demi-finale, Steven Bradbury parvient à se classer deuxième et à se qualifier pour la finale en bénéficiant de la chute de trois de ses concurrents, dont deux dans le dernier virage. Le scénario se répète lors de la finale : Steven Bradbury est en dernière position, légèrement distancé, mais ses adversaires chutent juste avant la ligne d'arrivée. Le patineur australien gagne le titre olympique et apporte à son pays la première médaille d'or de son histoire aux Jeux d'hiver.
Un autre pays obtient son premier titre olympique d'hiver : la Chinoise Yang Yang (A) gagne l'or sur le 500 mètres et le 1 000 mètres. Elle complète sa collection de médailles avec la deuxième place obtenue dans l'épreuve du relais, remporté par les patineuses coréennes,. Le Canadien Marc Gagnon obtient lui aussi deux médailles d'or : la première sur le 500 mètres, devant son coéquipier Jonathan Guilmette, la seconde sur le relais,.

#### Saut à ski
Soixante-treize sauteurs venus de 22 pays sont engagés dans les trois épreuves de saut à ski, disputées sur les tremplins du Parc Olympique de l'Utah. Le jeune sauteur suisse Simon Ammann réalise une performance exceptionnelle : il remporte la médaille d'or dans les deux épreuves individuelles, alors qu'il ne compte aucune victoire, ni aucun podium en Coupe du monde. Lors de sa première participation aux Jeux, à Nagano, il s'était classé seulement 35e sur petit tremplin et 39e sur grand tremplin. À Salt Lake City, il remporte d'abord l'épreuve sur petit tremplin, en devançant les deux grands favoris de l'épreuve, l'Allemand Sven Hannawald et le Polonais Adam Małysz. En tête dès le premier saut, il conserve la première place en se classant deuxième du second saut. Au classement final, il obtient 269 points, soit 1,5 de plus que Sven Hannawald. Sur le grand tremplin, il réalise les deux meilleurs sauts et obtient logiquement un second titre olympique. Adam Małysz est deuxième, devant le Finlandais Matti Hautamäki. Les sauteurs allemands s'imposent dans l'épreuve par équipes au terme d'un concours serré puisqu'ils ne devancent les Finlandais que d'un dixième de point.

#### Skeleton

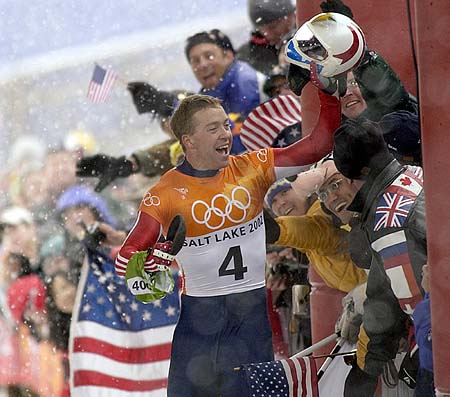
Jimmy Shea célèbre sa victoire.

Le skeleton fait son retour au programme des Jeux, après deux apparitions en 1928 et 1948. Pour cette occasion, 39 participants, dont 26 hommes et seulement 13 femmes prennent part à la compétition, qui se déroule sur la piste de Park City. Les Américains réalisent le doublé en s'imposant dans l'épreuve masculine et dans l'épreuve féminine.
Dans l'épreuve masculine, Jimmy Shea remporte la médaille d'or. Il est le troisième membre de sa famille à participer aux Jeux d'hiver : son grand-père Jack Shea est champion olympique de patinage de vitesse aux Jeux de Lake Placid en 1932 et son père James Shea a participé aux épreuves de ski de fond et de combiné nordique lors des Jeux d'Innsbruck en 1964. Son histoire est particulièrement symbolique : il est choisi par le comité d'organisation pour lire le serment olympique, alors que son grand-père, Jack Shea, est tué dans un accident de la route moins d'un mois avant l'ouverture des Jeux. L'Autrichien Martin Rettl et le Suisse Gregor Stähli complètent le podium.
L'Américaine Tristan Gale est la surprise de l'épreuve féminine : alors qu'elle dispute sa toute première saison en Coupe du monde et qu'elle n'a jamais fait mieux qu'une 8e place avant l'ouverture des Jeux, elle prend la tête de la compétition après la première descente, puis consolide son avance pour remporter le premier titre olympique de skeleton féminin. Elle devance sa compatriote Lea Ann Parsley, tandis que la Britannique Alex Coomber obtient la médaille de bronze.

#### Ski acrobatique
Les compétitions de ski acrobatique comprennent quatre épreuves à Salt Lake City, le saut et les bosses masculins et féminins. Disputées dans la station de Deer Valley, elles rassemblent 105 athlètes de 21 pays, dont 55 hommes et 50 femmes. Avec trois médailles, les États-Unis sont les plus récompensés, mais ne remportent aucun titre.
Les compétitions s'ouvrent avec l'épreuve féminine des bosses. La Norvégienne Kari Traa, médaillée de bronze à Nagano quatre ans plus tôt, en est la grande favorite au regard de sa domination sur la Coupe du monde de la discipline lors des deux saisons qui précèdent les Jeux. Elle prend la tête de la compétition dès le tour de qualification, devant l'Américaine Shannon Bahrke. Les positions restent inchangées au cours de la finale, et Kari Traa obtient la médaille d'or. La skieuse japonaise Tae Satoya, championne olympique en titre, prend cette fois la médaille de bronze. Chez les hommes, le Finlandais Janne Lahtela s'impose devant l'Américain Travis Mayer et le Français Richard Gay.
En l'absence de la favorite australienne Jacqui Cooper, blessée quelques jours avant l'ouverture des Jeux, l'épreuve de saut féminin revient à une autre concurrente australienne, Alisa Camplin. Le podium est complété par deux Canadiennes, Veronica Brenner et Deidra Dionne. Chez les hommes, le favori américain Eric Bergoust se place en tête du classement à l'issue du premier tour de la finale, mais chute lors de son dernier saut et doit se contenter de la 12e place, tandis que le titre revient au Tchèque Aleš Valenta. Le skieur américain Joe Pack prend la médaille d'argent devant le Biélorusse Alexei Grishin.

#### Ski alpin

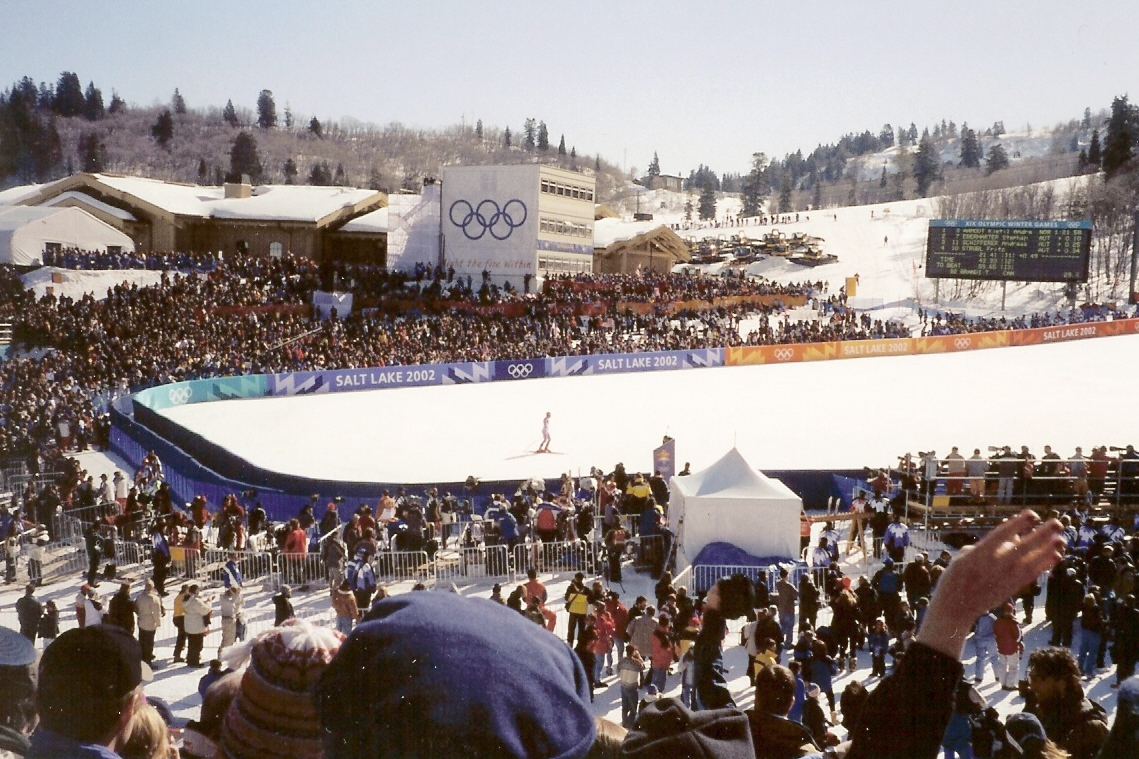
L'épreuve de super-G masculin.

Les compétitions de ski alpin se déroulent sur plusieurs sites : la station de Snowbasin pour les épreuves de vitesse (descente et super-G), celle de Deer Valley pour le slalom et celle de Park City pour le slalom géant. Elles rassemblent 278 athlètes de 51 pays, dont 157 hommes et 121 femmes. Avec neuf médailles, dont sept chez les hommes, l'Autriche est la nation la plus médaillée. La skieuse croate Janica Kostelić marque les esprits : elle remporte quatre médailles, dont trois titres olympiques.
La descente féminine est la seule épreuve que ne dispute pas la Croate. Elle est remportée par la Française Carole Montillet, qui n'est pourtant pas considérée comme l'une des favorites de la course. Elle devient la première Française championne olympique de descente. Janica Kostelić commence sa moisson de médailles avec le combiné. Elle prend la tête de l'épreuve à l'issue de la manche de slalom, avec plus d'une seconde d'avance sur ses plus proches concurrentes. Troisième de la manche de descente, elle conserve suffisamment d'avance pour remporter la médaille d'or, devant l'Autrichienne Renate Götschl, déjà troisième de la descente. Il s'agit de la première d'or pour la Croatie dans l'histoire des Jeux d'hiver. Devancée de cinq centièmes de seconde par l'Italienne Daniela Ceccarelli lors du super-G, elle gagne néanmoins la médaille d'argent, puis remporte son deuxième titre olympique sur le slalom, sa discipline de prédilection, bien qu'elle soit inquiétée par la Française Laure Pequegnot, deuxième à seulement sept centièmes de seconde. Sa victoire dans le slalom géant, dernière épreuve de ces Jeux, est sans appel puisqu'elle remporte les deux manches. Janica Kostelić est la première skieuse alpine à remporter trois titres lors des mêmes Jeux, une performance que seuls deux hommes ont réussi, Toni Sailer et Jean-Claude Killy.
Favori de la descente masculine, Stephan Eberharter doit se contenter de la médaille de bronze, et c'est un autre skieur autrichien, Fritz Strobl, qui s'impose. Triple champion du monde du combiné, le Norvégien Kjetil André Aamodt confirme sa suprématie dans la discipline : quatrième de la descente, cinquième de la première manche de slalom, il remporte la seconde manche et assure ainsi la médaille d'or, devant l'Américain Bode Miller et l'Autrichien Benjamin Raich. Kjetil André Aamodt remporte un second titre olympique en dominant le super-G devant Stephan Eberharter, le favori de l'épreuve, après avoir remporté trois des quatre super-G de Coupe du monde disputés avant les Jeux. Déjà médaillé de bronze et d'argent, Stephan Eberharter obtient toutefois sa première médaille d'or sur le slalom géant. Meilleur temps de la seconde manche, l'Américain Bode Miller obtient sa deuxième médaille d'argent dans ces Jeux. Le slalom est la dernière épreuve de ski alpin disputée à Salt Lake City, la veille de la cérémonie de clôture, au cours de laquelle les skieurs français réalisent un exploit inédit. Troisième du classement de la Coupe du monde de la spécialité, le Français Jean-Pierre Vidal remporte la première manche, puis s'assure la médaille d'or en skiant prudemment lors de la seconde. Son compatriote Sébastien Amiez, seulement huitième de la première manche, réalise le meilleur temps de la seconde, ce qui lui permet de remonter au classement, jusqu'à la deuxième marche d'un podium complété par le Britannique Alain Baxter. Alors que ce dernier est contrôlé positif lors d'un test antidopage, la médaille de bronze revient finalement à Benjamin Raich.

#### Ski de fond

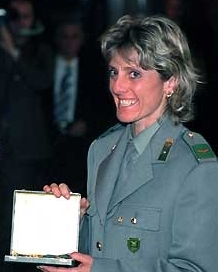
La fondeuse italienne Stefania Belmondo, triple médaillée.

Les douze épreuves de ski de fond au programme des Jeux de Salt Lake City sont disputées sur le site de Soldier Hollow par un total de 260 skieurs de 44 pays, dont 157 hommes et 103 femmes. La compétition est marquée par les affaires de dopage. Le fondeur espagnol Johann Mühlegg, qui avait remporté le 30 km libre et la poursuite, est disqualifié lors de sa victoire dans le 50 km classique. Ses deux premiers titres ne lui sont retirés qu'après de longues procédures. De même, les Russes Larisa Lazutina et Olga Danilova sont exclues, Larisa Lazutina perdant son titre sur le 30 km classique et ses médailles d'argent du 10 km classique et 15 km libre,.
Avec un total de onze médailles, dont cinq en or, la Norvège est la nation la plus médaillée, devant l'Italie qui compte six podiums dont deux titres olympiques.
Quatre athlètes obtiennent trois médailles lors de ces Jeux. Chez les femmes, elles sont trois à réussir la performance inhabituelle de remporter une médaille de chaque métal : l'or, l'argent et le bronze. Il s'agit de l'Italienne Stefania Belmondo, de la Russe Julija Tchepalova et de la Norvégienne Bente Skari. Chez les hommes, le fondeur norvégien Frode Estil obtient lui aussi trois médailles, dont deux en or. Il remporte le titre olympique de la poursuite à égalité avec son compatriote Thomas Alsgaard après la disqualification de Johann Mühlegg, et l'or dans le relais. Les fondeurs estoniens apportent à leur pays leurs premières médailles olympiques d'hiver. Andrus Veerpalu est en or sur le 15 km classique et en argent sur le 50 km tandis que Jaak Mae est en bronze sur le 15 km classique.

#### Snowboard
La station de Park City accueille les compétitions de snowboard. Quatre épreuves sont programmées : le half-pipe et le slalom géant parallèle masculins et féminins. Elles rassemblent 118 participants de 19 pays, dont 65 hommes et 53 femmes. Avec cinq médailles dont deux en or, les États-Unis sont les plus récompensés de ce sport, devant la France, qui remporte trois médailles dont un titre olympique, toutes remportées par des athlètes féminines.
Les Françaises dominent notamment l'épreuve de slalom géant parallèle : Isabelle Blanc s'impose en finale devant sa compatriote Karine Ruby, championne olympique en titre. La médaille de bronze revient à l'Italienne Lidia Trettel. C'est la première fois que deux Françaises réussissent cet exploit aux Jeux d'hiver depuis les sœurs Marielle et Christine Goitschel en 1964. Chez les hommes, le Suisse Philipp Schoch, pourtant passé proche de l'élimination lors des tours de qualification, parvient jusqu'en finale et s'impose face à l'un des favoris de l'épreuve, le Suédois Richard Richardsson. L'Américain Chris Klug obtient la médaille de bronze en devançant le Français Nicolas Huet, champion du monde en titre.
La domination des snowboardeurs américains est totale en half-pipe : ils remportent notamment les trois médailles dans l'épreuve masculine. Ross Powers, déjà médaillé de bronze à Nagano quatre années plus tôt, gagne cette fois l'or, devant Danny Kass et Jarret Thomas. Chez les femmes, l'Américaine Kelly Clark s'impose devant la Française Doriane Vidal et la Suissesse Fabienne Reuteler.

### Cérémonies de remise des médailles

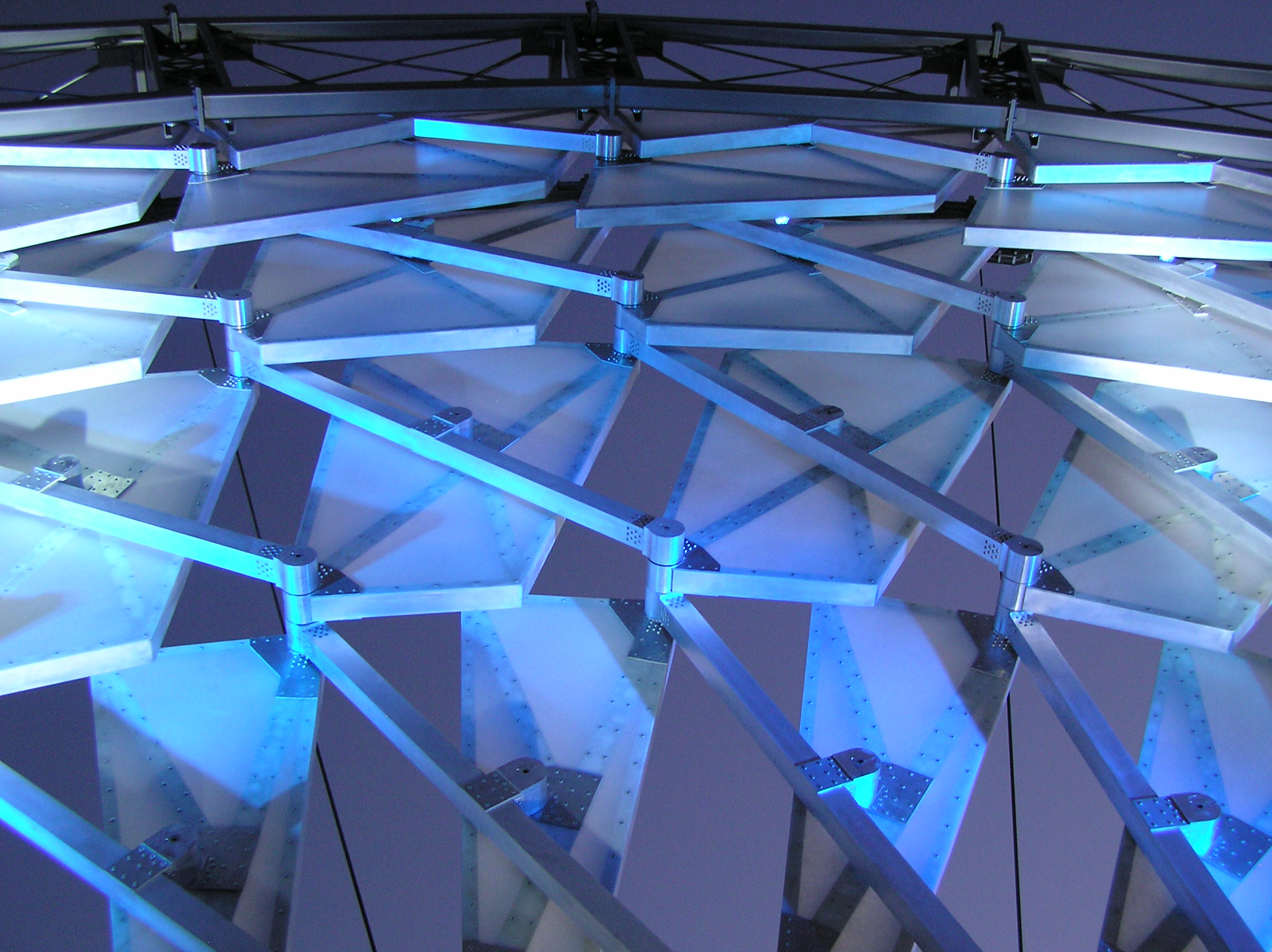
Détail de l'arche d'Hoberman.

L'Esplanade de remise des médailles est un espace créé au centre de Salt Lake City pour accueillir chaque soir les cérémonies de remise des médailles. Sa capacité est de 20 000 places, dont 9 000 assises. Elle occupe un îlot urbain mis à disposition par l'Église de Jésus-Christ des saints des derniers jours en échange de la gratuité pour tous des cérémonies. Chaque spectateur doit néanmoins se munir d'un billet pour éviter une affluence trop importante mettant en péril la sécurité du lieu. L'espace s'articule autour d'une scène et d'une arche, l'arche d'Hoberman, un « rideau » mobile de 22 mètres de diamètre qui découvre chaque soir une reproduction de la vasque olympique. Chaque cérémonie s'accompagne de concerts et de spectacles musicaux, retransmis à la télévision par la chaîne NBC. Plusieurs éléments musicaux ont été enregistrés à New York. Le thème musical officiel des Jeux, « Call of the champions », accompagne l'entrée des athlètes médaillés et la chanson pop officielle « Light the fire within » accompagne leur sortie. Le thème musical officiel du parcours de la flamme olympique, « Carry the flame », est joué pendant le feu d'artifice qui marque la fin de chaque cérémonie. Plusieurs artistes renommés se produisent sur l'Esplanade de remise des médailles au cours des Jeux, à l'image d'Alanis Morissette, de Sheryl Crow, des Foo Fighters ou de Nelly Furtado.
Les médailles décernées aux athlètes sont l'œuvre de Scott Given, de l'atelier Axiom Design. D'un diamètre de 85 mm, elles ont la forme de galets de rivières semblables à ceux que l'on trouve dans les cours d'eau de l'Utah. Chaque médaille est unique et finie à la main, mais elles présentent toutes le même graphisme. Sur l'avers, un athlète surgit des flammes une torche à la main, pour symboliser la détermination de l'esprit humain et la puissance d'inspiration. Le thème des Jeux, « Attisez votre feu sacré », est gravé à côté de l'athlète. C'est la première fois dans l'histoire des Jeux d'hiver qu'un comité d'organisation inscrit sa devise sur une médaille. Sur le revers de la médaille, la déesse grecque de la victoire, Niké, est représenté tenant une petite feuille d'olivier, symbolisant la couronne remise aux vainqueurs des Jeux antiques. Le nom de la discipline est également inscrit sur le revers. La médaille est reliée à son ruban par le chiffre romain « XIX », rappelant les XIXes Jeux d'hiver.

### Cérémonie de clôture
La cérémonie de clôture se déroule le dimanche 24 février, dans le même lieu que la cérémonie d'ouverture, le Rice-Eccles Stadium, en présence du vice-président américain Dick Cheney. Les athlètes entrent dans le stade sans ordre particulier, puis l'hymne américain est interprété par le groupe américain NSYNC. Le spectacle sur glace réunit plusieurs anciens champions de patinage artistique, comme Scott Hamilton et Katarina Witt, qui dansent sur la musique jouée par le groupe Kiss. D'autres artistes se produisent lors du spectacle, à l'image de Christina Aguilera, Willie Nelson et Bon Jovi. Le maire de Salt Lake City Rocky Anderson remet le drapeau olympique à son homologue turinois, Sergio Chiamparino, dont la ville accueille l'édition suivante des Jeux d'hiver. La culture italienne est présentée au cours d'un court spectacle, mettant notamment en scène la chanteuse Irene Grandi. La cérémonie de clôture s'achève sur un spectacle pyrotechnique.

### Tableau des médailles
Vingt-quatre pays obtiennent au moins une médaille lors de ces Jeux, dont dix-huit remportent au moins une médaille d'or, ce qui constitue alors le record des Jeux d'hiver. Les États-Unis réalisent une performance exceptionnelle : avec 34 médailles, ils battent très largement leur record de médailles obtenues lors d'une édition des Jeux d'hiver. Ce nombre est surtout en très forte progression par rapport à l'édition précédente : les athlètes américains n'avaient remporté que 13 médailles à Nagano, soit 21 de moins qu'à Salt Lake City. La Norvège se place en tête du tableau des médailles, pour la première fois depuis 1968, avec ses 13 médailles d'or. Elle obtient par ailleurs 5 médailles d'argent et 7 médailles de bronze, pour un total de 25 podiums, identique à son bilan des Jeux de Nagano. L'Allemagne est la nation la plus médaillée de ces Jeux avec un total de 36 récompenses, mais ne se classe que 2e au tableau des médailles car elle ne compte que 12 médailles d'or, soit une de moins que la Norvège. La France bat son record des Jeux d'hiver avec 11 médailles et se classe au 6e rang. Le Japon, qui avait obtenu dix médailles à Nagano, n'en compte que deux à Salt Lake City, dont aucune en or, son plus faible total depuis les Jeux de Calgary 1988. Il recule ainsi au 21e rang. La Chine, l'Australie, l'Estonie et la Croatie remportent leurs premières médailles d'or aux Jeux d'hiver,. Ces deux dernières nations n'avaient d'ailleurs jamais remporté la moindre médaille,.
- Pays organisateur (États-Unis)

| Rang  | Nation          | Médaille d'or, Jeux olympiques | Médaille d'argent, Jeux olympiques | Médaille de bronze, Jeux olympiques | Total |
| ----- | --------------- | ------------------------------ | ---------------------------------- | ----------------------------------- | ----- |
| 1     | Norvège         | 13                             | 5                                  | 7                                   | 25    |
| 2     | Allemagne       | 12                             | 16                                 | 8                                   | 36    |
| 3     | États-Unis      | 10                             | 13                                 | 11                                  | 34    |
| 4     | Canada          | 7                              | 3                                  | 7                                   | 17    |
| 5     | Russie          | 5                              | 4                                  | 4                                   | 13    |
| 6     | France          | 4                              | 5                                  | 2                                   | 11    |
| 7     | Italie          | 4                              | 4                                  | 5                                   | 13    |
| 8     | Finlande        | 4                              | 2                                  | 1                                   | 7     |
| 9     | Pays-Bas        | 3                              | 5                                  | 0                                   | 8     |
| 10    | Autriche        | 3                              | 4                                  | 10                                  | 17    |
| 11    | Suisse          | 3                              | 2                                  | 6                                   | 11    |
| 12    | Croatie         | 3                              | 1                                  | 0                                   | 4     |
| 13    | Chine           | 2                              | 2                                  | 4                                   | 8     |
| 14    | Corée du Sud    | 2                              | 2                                  | 0                                   | 4     |
| 15    | Australie       | 2                              | 0                                  | 0                                   | 2     |
| 16    | Tchéquie        | 1                              | 2                                  | 0                                   | 3     |
| 17    | Estonie         | 1                              | 1                                  | 1                                   | 3     |
| 18    | Grande-Bretagne | 1                              | 0                                  | 1                                   | 2     |
| 19    | Suède           | 0                              | 2                                  | 5                                   | 7     |
| 20    | Bulgarie        | 0                              | 1                                  | 2                                   | 3     |
| 21    | Japon           | 0                              | 1                                  | 1                                   | 2     |
| -     | Pologne         | 0                              | 1                                  | 1                                   | 2     |
| 23    | Biélorussie     | 0                              | 0                                  | 1                                   | 1     |
| -     | Slovénie        | 0                              | 0                                  | 1                                   | 1     |
| Total | Total           | 80                             | 76                                 | 78                                  | 234   |

### Sportifs les plus médaillés
Le biathlète norvégien Ole Einar Bjørndalen réalise une performance exceptionnelle au cours de ces Jeux, en remportant quatre médailles d'or dans les quatre épreuves qu'il dispute. La skieuse croate Janica Kostelić remporte elle aussi quatre médailles, mais seulement trois en or. Le Finlandais Samppa Lajunen survole les épreuves de combiné nordique, en remportant deux médailles d'or en individuel et une autre par équipes. Parmi les 14 athlètes les plus médaillés, la Norvège est la mieux représentée avec trois athlètes, tandis que l'Allemagne et l'Autriche en comptent deux.
| Rang | Athlète                    | Sport                                | Médaille d'or, Jeux olympiques | Médaille d'argent, Jeux olympiques | Médaille de bronze, Jeux olympiques | Total |
| ---- | -------------------------- | ------------------------------------ | ------------------------------ | ---------------------------------- | ----------------------------------- | ----- |
| 1    | Ole Einar Bjørndalen (NOR) | Biathlon                             | 4                              | 0                                  | 0                                   | 4     |
| 2    | Janica Kostelić (CRO)      | Ski alpin                            | 3                              | 1                                  | 0                                   | 4     |
| 3    | Samppa Lajunen (FIN)       | Combiné nordique                     | 3                              | 0                                  | 0                                   | 3     |
| 4    | Kati Wilhelm (GER)         | Biathlon                             | 2                              | 1                                  | 0                                   | 3     |
| 4    | Yang Yang (CHN)            | Patinage de vitesse sur piste courte | 2                              | 1                                  | 0                                   | 3     |
| 4    | Jochem Uytdehaage (NED)    | Patinage de vitesse                  | 2                              | 1                                  | 0                                   | 3     |
| 4    | Frode Estil (NOR)          | Ski de fond                          | 2                              | 1                                  | 0                                   | 3     |
| 8    | Marc Gagnon (CAN)          | Patinage de vitesse sur piste courte | 2                              | 0                                  | 1                                   | 3     |
| 9    | Stefania Belmondo (ITA)    | Ski de fond                          | 1                              | 1                                  | 1                                   | 3     |
| 9    | Bente Skari (NOR)          | Ski de fond                          | 1                              | 1                                  | 1                                   | 3     |
| 9    | Stephan Eberharter (AUT)   | Ski alpin                            | 1                              | 1                                  | 1                                   | 3     |
| 9    | Yuliya Chepalova (RUS)     | Ski de fond                          | 1                              | 1                                  | 1                                   | 3     |
| 13   | Sabine Völker (GER)        | Patinage de vitesse                  | 0                              | 2                                  | 1                                   | 3     |
| 14   | Felix Gottwald (AUT)       | Combiné nordique                     | 0                              | 0                                  | 3                                   | 3     |

## Affaires et controverses

### Cas de dopage
Trois cas de dopage dans le ski de fond sont révélés le 24 février 2002, lors de la dernière journée des Jeux. Le fondeur espagnol d'origine allemande Johann Mühlegg est contrôlé positif à la darbépoétine alfa, une hormone apparentée à l'EPO, le 21 février à l'issue de sa victoire sur le 50 km classique. Son titre lui est immédiatement retiré, mais le règlement lui permet de conserver ses deux autres médailles d'or. Il est finalement déchu après un jugement du Tribunal arbitral du sport (TAS) en décembre 2003. Les fondeuses russes Olga Danilova et Larisa Lazutina sont elles aussi convaincues de dopage. La victoire de Lazutina sur le 30 km classique lui est retirée, au profit de l'Italienne Gabriella Paruzzi, mais les deux Russes conservent leurs médailles acquises précédemment, comme Johann Mühlegg, avant qu'elles n'en soient déchues après plusieurs mois de procédure,.
Le skieur alpin britannique Alain Baxter, qui avait apporté la première médaille dans l'histoire du ski britannique en prenant la troisième place du slalom, est lui aussi exclu des Jeux après être contrôlé positif à la metamphétamine. La présence de cette substance est due à l'utilisation d'un inhalateur Vicks qu'Alain Baxter avait acheté aux États-Unis, ignorant ce qu'il contenait, ce qui le conduit à faire appel devant la tribunal arbitral du sport. Dans son jugement, le TAS précise qu'Alain Baxter est « un homme sincère et honnête qui n'a pas gagné un avantage concurrentiel malgré la trace de méthamphétamine dans son corps », mais confirme la décision du Comité international olympique de lui retirer sa médaille. Une pétition est lancée en 2014 au Royaume-Uni, à l'occasion des Jeux de Sotchi pour demander la restitution de la médaille d'Alain Baxter, sans succès.
Un cinquième cas de dopage marque ces Jeux avec le contrôle positif à la nandrolone du hockeyeur biélorusse Vassili Pankov (ru), ce qui en fait l'édition des Jeux d'hiver la plus touchée par les affaires de dopage dans l'histoire.

### Scandale dans le patinage artistique

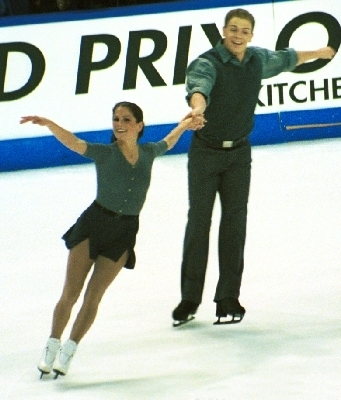
Le couple canadien formé par Jamie Salé et David Pelletier.

Un scandale éclate après la victoire serrée du couple russe Elena Berejnaïa-Anton Sikharulidze devant les Canadiens Jamie Salé-David Pelletier dans l'épreuve de couples, par seulement 5 voix contre 4. Le public conteste immédiatement ce résultat, de même que la presse nord-américaine, qui juge que les Canadiens étaient techniquement et artistiquement supérieurs aux Russes. Au cours d'une réunion au lendemain de l'épreuve, la juge française Marie-Reine Le Gougne reconnaît avoir favorisé les Russes par son vote, sous la pression du président de la Fédération française des sports de glace, Didier Gailhaguet. Ces révélations confirment les rumeurs d'un arrangement entre les fédérations russe et française, en vue de favoriser la victoire du couple russe dans l'épreuve par couples en échange de celle des Français Gwendal Peizerat et Marina Anissina dans l'épreuve de danse sur glace. Jacques Rogge, président du CIO, demande à Ottavio Cinquanta, président de l'International Skating Union, de revoir le jugement avec les différents membres de sa fédération. Il est alors décidé d'attribuer une seconde médaille d'or, décernée à Jamie Salé et David Pelletier. Furieux de la décision d'attribuer une seconde médaille d'or, les Russes menacent de boycotter la cérémonie de clôture et reçoivent le soutien de leur président Vladimir Poutine.
Les conséquences de cette affaire sont multiples : Marie-Reine Le Gougne et Didier Gailhaguet sont bannis pendant trois ans des compétitions de glace, tandis qu'un nouveau système de notation est mis en place pour les épreuves de patinage artistique.

## Réactions et retombées
Malgré les différentes affaires, les Jeux de Salt Lake City sont considérés comme un succès. Les conditions météorologiques sont favorables et l'organisation de chacune des épreuves est saluée. La réussite de l'équipe américaine, qui bat très largement son record de médailles, soulève l'enthousiasme du public. L'édition 2002 des Jeux olympiques d'hiver est également une réussite commerciale sans précédent, avec des revenus générés par le marketing dépassant les deux milliards de dollars. Jacques Rogge, le président du CIO, souligne que « Salt Lake 2002 a été une fantastique réussite, rendue possible par des succès sans précédent dans le domaine du marketing et par un soutien accru de la part des partenaires olympiques. Leur solide engagement et leurs indispensables contributions ont enrichi l'expérience des Jeux Olympiques d'hiver de 2002. »
Le développement des sites sportifs pour les Jeux permet à l'Utah de bénéficier d'installations de sports d'hiver de haut niveau, destinées à accueillir d'autres compétitions internationales ainsi que de nombreux touristes. Le comité d'organisation met en place, avec l'aide du Comité olympique américain et du CIO, une dotation de 70 millions de dollars pour l'Utah Athletic Foundation (UAF), une organisation chargée de l'entretien des sites de compétition. L'objectif visé par la mise en place de ce fonds est de maintenir la qualité des sites sans que le coût lié à ces travaux ne soit reporté sur les contribuables de l'Utah. Entre 2002 et 2014, soixante épreuves de Coupe du monde et sept Championnats du monde de différents sports sont organisés dans l'Utah.
L'apport économique des Jeux est positif pour la région de Salt Lake City. Près de 35 000 emplois ont été créés à l'approche des Jeux. Le nombre de skieurs dans l'Utah augmente de 42 % entre 2002 et 2011 et les dépenses directes de ces touristes passent de 704 millions à 1,2 milliard de dollars par an sur la même période. La capacité hôtelière des différentes stations de ski s'est elle aussi accrue et la tenue des Jeux a permis la rénovation de plusieurs secteurs du réseau autoroutier.